# Întâlnire cu moartea (film)
Întâlnire cu moartea (în engleză Appointment with Death) este un film polițist american din 1988, cu detectivul belgian Hercule Poirot. Acest film a adaptat romanul omonim din 1938 al Agathei Christie, pe baza scenariului scris de Anthony Shaffer, în colaborare cu Peter Buckman și cu Michael Winner, a fost regizat de Michael Winner și i-a avut în rolurile principale pe actorii Peter Ustinov, Piper Laurie, Lauren Bacall, John Gielgud, Carrie Fisher și Jenny Seagrove.
Subiectul filmului îl constituie uciderea lui Emily Boynton, o femeie rea și lacomă care îl convinsese prin șantaj pe avocatul familiei să distrugă testamentul soțului ei bogat, astfel ca averea să-i revină ei, iar restul membrilor familiei să fie dezmoșteniți. După intrarea în posesia averii, doamna Boynton își ia familia într-o călătorie în Europa și Țara Sfântă, iar pe parcurs li se alătură și alți turiști, printre care și detectivul Hercule Poirot. Moartea femeii într-un sit arheologic din Palestina trezește suspiciuni că ar fi o crimă, iar Poirot este desemnat să conducă ancheta. Detectivul constată că majoritatea călătorilor aveau un motiv suficient pentru a săvârși crima.
Întâlnire cu moartea este a șasea (și ultima) ecranizare a unui roman al Agathei Christie în care Peter Ustinov l-a interpretat pe Poirot, după filmele de cinema Moarte pe Nil (1978) și Crimă sub soare (1982) și filmele de televiziune Treisprezece la cină (1985), Moartea joacă murdar (1986) și Crimă în trei acte (1986). După ce ultimele trei filme au fost realizate pentru televiziune, Ustinov revine aici pentru a treia oară pe marele ecran în rolul detectivului belgian.
În ciuda fidelității destul de mari față de romanul original și a participării mai multor vedete de prim rang, filmul nu a avut parte nici de un succes critic și nici comercial.

## Rezumat
Elmer Boynton, un industriaș bogat din New Jersey, moare în anul 1937 și, printr-un testament întocmit cu două zile înaintea morții, împarte averea familiei în mod egal între soția sa, Emily, și cei patru copii, lăsând fiecăruia dintre ei câte 200.000 de dolari. Cei patru copii ai răposatului — trei din prima căsătorie: Lennox, Raymond și Carol și unul din a doua căsătorie: Ginevra — urmau să dobândească o independență financiară și să iasă astfel de sub dominația autoritară a mamei lor. Emily Boynton, o femeie dominatoare și crudă, îl șantajează însă pe avocatul Jefferson Cope să distrugă testamentul recent și, în urma acestei înțelegeri, devine din nou valabil testamentul anterior, prin care controlul total al averii familiei revenea văduvei.
Pentru a potoli nemulțumirea și neîncrederea copiilor, Emily organizează o excursie în Europa și în Țara Sfântă, vizitând pe rând Londra, Florența și Veneția. Familia Boynton – formată din Emily, cei patru copii și Nadine, soția lui Lennox, care servea ca asistentă medicală a soacrei sale – ajunge în cele din urmă la Trieste, unde urmează să se îmbarce pe un vapor care călătorea către Palestina. Printre pasagerii care se îmbarcă acolo pe vapor se mai află detectivul belgian Hercule Poirot (aflat în vacanță), dr. Sarah King (o cunoștință mai veche a lui Poirot), Lady Westholme (o aristocrată britanică de origine americană, care fusese aleasă membru al Parlamentului Britanic), domnișoara Quinton (o arheoloagă ușor influențabilă care o însoțea pe Lady Westholme) și avocatul Cope (care avea o aventură sentimentală cu Nadine). Raymond Boynton se îndrăgostește curând de Sarah King, spre nemulțumirea vizibilă a mamei sale vitrege care încearcă să țină întreaga familie sub un control strict. În timpul călătoriei pe mare, Emily Boynton încearcă să-l otrăvească pe avocat, care era singura persoană ce cunoștea secretul moștenirii, dar nu reușește, iar Poirot aude întâmplător o conversație între două persoane necunoscute, în care una îi spune celeilalte: „Înțelegi, nu-i așa, că trebuie să fie ucisă?”,
Pasagerii debarcă în portul Jaffa, iar grupul se separă în două: familia Boynton, Poirot, dr. King și Lady Westholme călătoresc la Ierusalim și sunt cazați în Hotelul Coloniei Americane⁠(en)[traduceți], iar dra Quinton și Jefferson Cope pleacă la situl arheologic de la Qumran. În cursul celor șase zile petrecute la Ierusalim, Emily Boynton se comportă într-un mod tiranic cu cei patru copii și cu nora sa, provocând ura acestora față de ea. Atmosfera devine tot mai încordată în cadrul familiei Boynton după ce Lennox le dezvăluie celorlalți frați că tatăl său îl anunțase că va împărți averea în mod egal între ei. În ultima zi petrecută la Ierusalim, dr. Sarah King, interesată sentimental de Raymond, observă neputința tânărului de a ieși de sub dominația mamei sale vitrege și se confruntă cu doamna Boynton, care-i răspunde cu o amenințare ciudată: „Eu nu uit niciodată nimic: nici o acțiune, nici un nume, nici o față”.

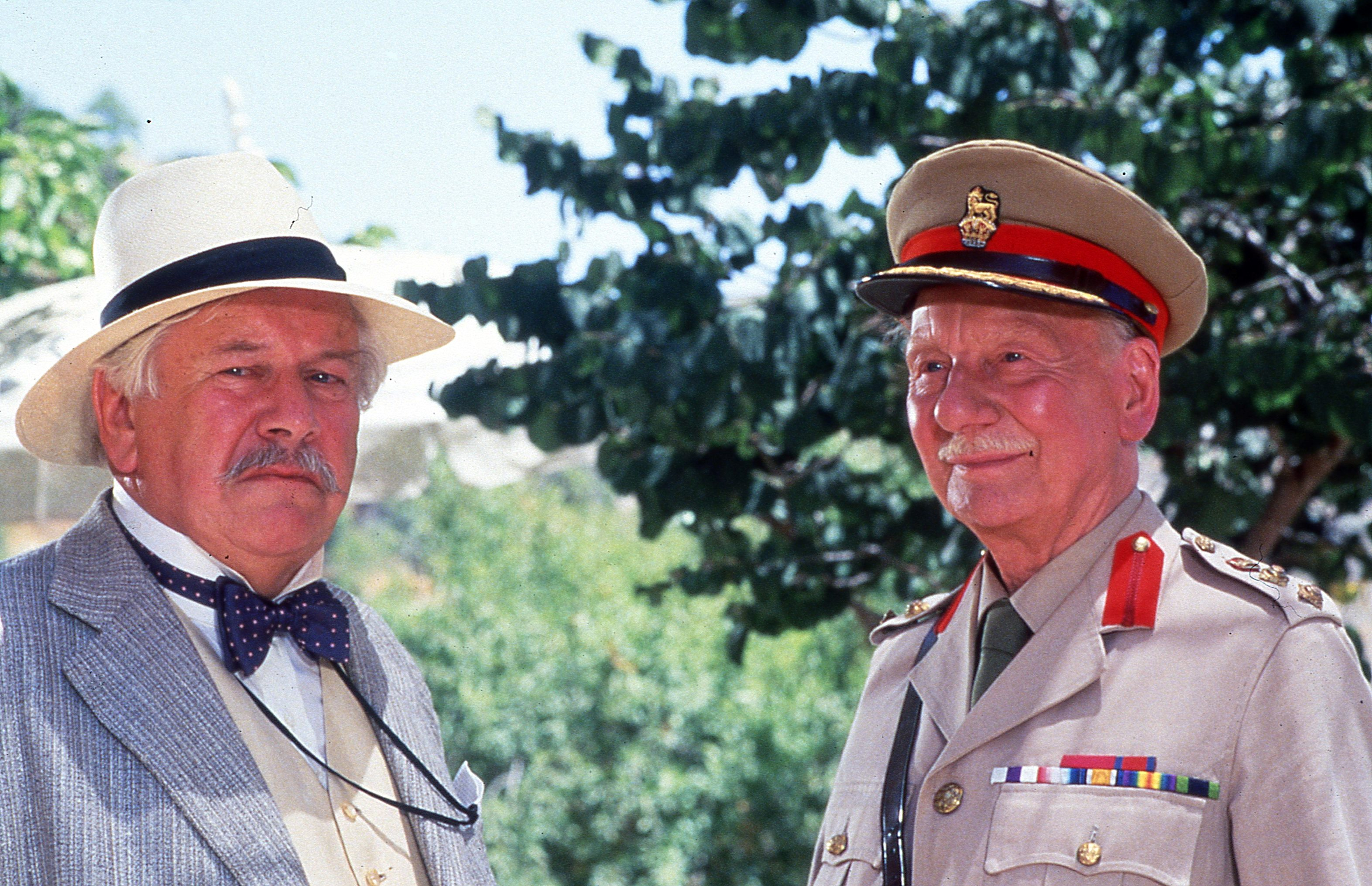
Detectivul Hercule Poirot (Peter Ustinov) și colonelul Carbury (John Gielgud)

Turiștii călătoresc apoi la situl arheologic de la Qumran pentru a explora ruinele locale. În după-amiaza acelei zile, Emily Boynton își trimite copiii să viziteze împrejurimile și este găsită moartă câteva ore mai târziu, în timp ce se relaxa aparent la soare, cu o înțepătură de ac în încheietura mâinii, ceea ce sugerează că i s-ar fi injectat otravă. Suspiciunea cade încă de la început asupra membrilor familiei ei. La cererea colonelului Carbury, comandantul militar britanic local, Poirot preia conducerea anchetei și se angajează să găsească vinovatul în 48 de ore. Detectivul îi interoghează pe toți cei implicați: cei patru copii ai dnei Boynton, nora Nadine, dr. King, Lady Westholme, avocatul Cope și arheoloaga Quinton și constată că majoritatea călătorilor aveau un motiv suficient pentru crimă, deoarece doamna Boynton nu era doar o femeie sadică, dar și o șantajistă. Cronologia evenimentelor, stabilită în urma interogatoriilor, pare însă imposibilă: Sarah King plasează momentul morții cu câteva ore înaintea momentelor în care diferiți membri ai familiei pretind că au văzut-o ultima dată în viață pe Emily Boynton. În urma descoperirii unei sticle goale de digitalină și a lipsei unei seringi care aparținea dr. King, Poirot deduce că doamnei Boynton i s-a injectat o doză letală din medicamentul pe care-l lua frecvent. Elucidarea acestui caz este însă amânată după ce Hassan, un tânăr arab care avea informații cu privire la moartea doamnei Boynton, este ucis pe o stradă lăturalnică a orașului în dimineața următoare.
În cele din urmă, detectivul organizează o adunare a tuturor celor implicați la izvoarele Sataf⁠(en)[traduceți] și explică modul în care a fost săvârșită crima. Unii membri ai familiei descoperiseră anterior moartea doamnei Boynton și ascunseseră acest fapt pentru a proteja un alt membru al familiei pe care-l suspectau. Adevăratul ucigaș era însă Lady Westholme care, înainte de căsătoria ei cu un lord englez, fusese încarcerată în închisoarea în care Emily Boynton a fost odată gardian. Doamna Boynton o recunoscuse pe aristocrata britanică și ei îi adresase acea amenințare ciudată, având intenția să o șantajeze. În acea după-amiază fatală, Lady Westholme s-a deghizat în straie arabe, a pătruns în cortul dr. King și a luat de acolo o seringă, iar apoi i-a injectat o doză letală de digitalină lui Emily Boynton. Aflând că fusese demascată ca autoare a crimei, Lady Westholme se sinucide în seara încoronării regelui George al VI-lea, iar Poirot convine cu colonelul Carbury să declare că moartea ei a fost un accident pentru a-i salva reputația. Membrii familiei Boynton, în sfârșit liberi, se întorc în America, fiind însoțiți acolo de dr. King, de avocatul Cope și de dra Quinton.

## Distribuție
- Peter Ustinov — detectivul belgian Hercule Poirot[7][8][10][16]
- Lauren Bacall — Lady Westholme (Laura Vansittart), aristocrată britanică de origine americană, membru al Parlamentului Britanic[7][8][10][16]
- Carrie Fisher — Nadine Boynton, soția lui Lennox Boynton, asistenta medicală a dnei Boynton[7][8][10][16]
- John Gielgud — colonelul Carbury, șeful Comandamentului Militar Britanic în Palestina, vechi prieten al lui Poirot[7][8][10][16]
- Piper Laurie — Emily Boynton, văduva industriașului Elmer Boynton, fost gardian de închisoare[7][8][10][16]
- Hayley Mills — Miss Margaret Quinton, arheoloaga care supraveghează săpăturile de la Qumran[7][8][10][16]
- Jenny Seagrove — dr. Sarah King, tânără doctoriță britanică, veche cunoștință a lui Poirot[7][8][10][16]
- David Soul — Jefferson Cope, avocatul familiei Boynton[7][8][10][16]
- Nicholas Guest — Lennox Boynton, fiul vitreg al dnei Boynton[7][8][10][16]
- Valerie Richards — Carol Boynton, fiica vitregă a dnei Boynton[7][8][10][16]
- John Terlesky — Raymond (Ray) Boynton, fiul vitreg al dnei Boynton[7][8][10][16]
- Amber Bezer — Ginevra (Jinny) Boynton, fiica naturală a dnei Boynton[7][8][16]
- Douglas Sheldon — căpitanul Rogers, aghiotantul col. Carbury[16]
- Michael Sarne — Healey, arheolog din tabăra de la Qumran (menționat Mike Sarne)[16]
- Michael Craig — lordul Peel⁠(en)[traduceți], șeful Comisiei Regale pentru Palestina⁠(en)[traduceți][16]
- Mohammed Hirzalla — Hassan, tânărul arab din tabăra de la Qumran care vrea să-i ofere informații lui Poirot[16]
- Rudy Ruggiero — ghidul turistic italian (menționat Ruggero Comploy)[16]
- Dany Muggia — polițistul italian[16]
- Lutuf Nouasser — Mahmoud, șoferul familiei Boynton (menționat Lutuf Nuayser)[16]
- Babi Neeman — negustorul arab din bazar[16]
- Rupert Horrox — dl Bickerstaff, funcționarul oficial britanic care o întâmpină pe Lady Westholme[16]
- Hugh Brophy — funcționarul oficial britanic de la bal[16]
- Marcel Solomon — căpitanul navei[16]

## Producție

### Proiecte anterioare

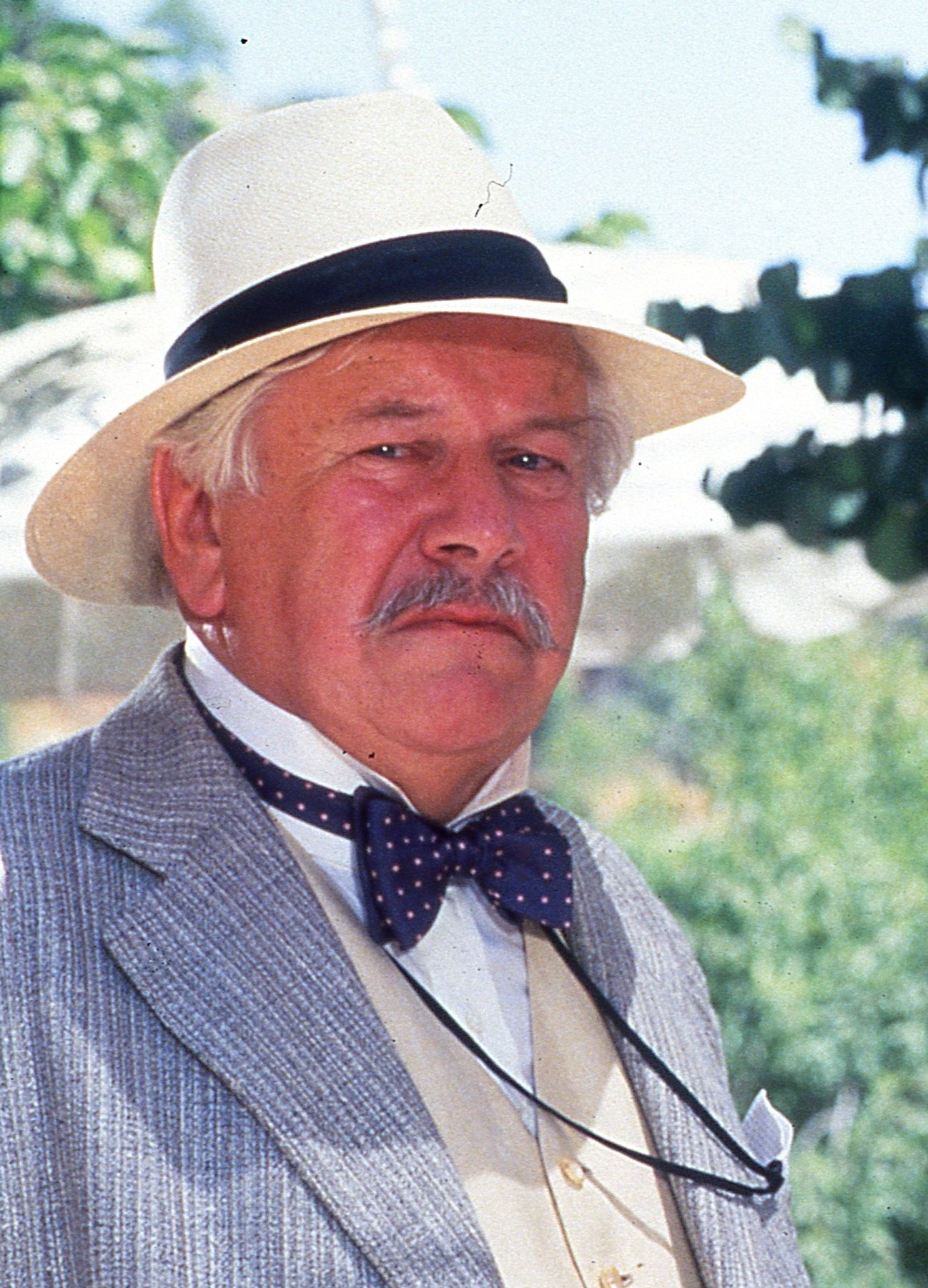
Actorul Peter Ustinov, interpretând rolul lui Poirot în filmul Întâlnire cu moartea (1988).

Compania EMI Films a avut un mare succes cu filmul Crima din Orient Express (1974), care a fost nominalizat la șase premii Oscar și a câștigat unul (premiul pentru cea mai bună actriță în rol secundar – Ingrid Bergman). Directorul de producție Nat Cohen a anunțat în 1975 că aceiași producători vor adapta romanul Răul sub soare (Evil Under the Sun, 1941) ca parte a unei serii de șase filme cu un buget total de 6 milioane de lire sterline. EMI a realizat doar cinci din cele șase filme propuse: Spanish Fly (1976), Aces High (1976), Seven Nights in Japan (1976), The Likely Lads (1976) și Sweeney! (1977), fără filmul Crimă sub soare. Moartea Agathei Christie la 12 ianuarie 1976 a schimbat însă cursul evenimentelor, înlesnind mult obținerea unei înțelegeri. În mai 1977 reprezentanții companiei EMI au anunțat că vor realiza nu una, ci două adaptări după Agatha Christie: Moarte pe Nil (1978) și Crimă sub soare (1982). A fost făcut inițial doar un prim film, în care Peter Ustinov a jucat rolul detectivului Hercule Poirot, iar încasările nesatisfăcătoare (în comparație cu Crima din Orient Express) a determinat amânarea realizării celui de-al doilea film.
Albert Finney l-a interpretat pe Hercule Poirot în Crima din Orient Express, iar producătorii l-au contactat pentru a-i oferi același rol. Actorul a refuzat însă, deoarece se simțise incomod în timpul turnării filmului anterior din cauza machiajului și s-a temut că îi va fi greu să se descurce la temperaturi și mai ridicate. Atunci când au aflat că nu pot conta pe prezența lui Finney, producătorii s-au gândit să confere filmului o direcție total diferită și l-au ales pe Peter Ustinov, un actor cu o metodă actoricească viguroasă care i-a conferit lui Poirot imaginea unui personaj omniscient, patern și autoritar. „Poirot este un rol de compoziție, dacă a existat vreodată așa ceva”, a spus producătorul Goodwin, „iar Peter este un actor de compoziție de prim rang”.
Ustinov a avut succes în rolul detectivului, deși fanii scrierilor Agathei Christie nu au fost mulțumiți în totalitate de aspectul său și de stilul diferit de interpretare, deoarece Ustinov a căutat să adapteze personajul propriei sale personalități și nu să se adapteze el personajului. Personajul interpretat de Ustinov era, potrivit unor jurnaliști, „mai înalt, mai solid și mai puțin chel” decât personajul Agathei Christie, singurul element reconstituit identic fiind doar mustața. Actorul nu s-a simțit deranjat de aspectul diferit, iar, atunci când i s-a reproșat că Hercule Poirot din cărțile Agathei Christie nu seamănă fizic cu el, a răspuns cu o aroganță tipică detectivului belgian: „Doamnă, acum seamănă”. Atitudinea arogantă și paternă conferită personajului de Ustinov a fost remarcată de unii critici precum Cliford Terry de la Chicago Tribune, care a afirmat că detectivul tratează toate personajele cu care intră în contact în aceste filme ca pe „niște școlari obraznici și înceți la minte”.
Ulterior, compania EMI a produs, în regia lui Guy Hamilton, o altă ecranizare a unui roman al Agathei Christie: Oglinda spartă (1980), cu Angela Lansbury în rolul lui Miss Marple, care a avut, în ciuda distribuției stelare, chiar mai puțin succes decât Moarte pe Nil și a determinat treptat orientarea către filmele de televiziune a producătorilor ecranizărilor după Agatha Christie. După lansarea filmului Oglinda spartă, compania a anunțat că va alterna filmele cu Poirot și Miss Marple și au circulat zvonuri, menționate printre altele într-un articol din Daily Variety din 3 martie 1979, că următorul film al companiei EMI Films Inc. va fi o ecranizare a romanului Întâlnire cu moartea (Appointment with Death, 1938), ce urma să fie lansată în anul 1980. Cu toate acestea, producătorul Barry Spikings (unul dintre conducătorii companiei EMI) a anunțat în martie 1981 că EMI va realiza filmul Crimă sub soare, iar noul film a fost lansat la 5 martie 1982 în Statele Unite ale Americii.
Filmele Moarte pe Nil (1978) și Crimă sub soare (1982) au avut succes comercial, dar producătorii John Brabourne și Richard Goodwin au fost dezamăgiți că veniturile au fost mai mici decât estimaseră și nu au mai realizat împreună nicio altă ecranizare după romanele Agathei Christie, iar următoarele ecranizări au fost produse pentru televiziune.

### Trei ecranizări pentru televiziune
Companiile americane CBS și Warner Bros. au obținut la începutul anilor 1980 dreptul de ecranizare pentru televiziune a cinci romane ale Agathei Christie și, ca urmare a succesului comercial al ecranizărilor anterioare cu Poirot, au încercat să-și asigure participarea lui Ustinov pentru cel puțin un film. În ciuda dubiilor cu privire la longevitatea sa în acest rol, actorul britanic se atașase de personaj și nu-și dorea ca rolul să fie interpretat de altcineva, așa că a acceptat oferta, deși bugetul filmelor de televiziune era mai mic. În total, Ustinov l-a interpretat pe detectivul Hercule Poirot în șase filme de cinema și televiziune: Moarte pe Nil (1978), Crimă sub soare (1982), Treisprezece la cină (1985), Moartea joacă murdar (1986), Crimă în trei acte (1986) și Întâlnire cu moartea (1988) și a fost, în plus, naratorul filmului The Seven Dials Mystery (1981).
În scopul reducerii costurilor, companiile producătoare CBS și Warner Bros. au decis încă de la primul film realizat în comun să urmeze un nou model de afaceri care a fost păstrat și pentru ecranizările ulterioare: înlocuirea unei distribuții formate din vedete cu o singură vedetă cu priză la public. Peter Ustinov a reluat rolul detectivului belgian în doar trei filme de televiziune cu detectivul belgian, făcând echipă acolo cu Jonathan Cecil, în rolul căpitanului Hastings.
Primul film de televiziune cu Poirot produs de CBS și Warner Bros. a fost Treisprezece la cină (1985), o ecranizare a romanului Lord Edgware Dies (1933) al Agathei Christie. Dornici să profite de succesul acestui prim film cu Poirot, producătorii americani de la CBS Television au realizat filmul Moartea joacă murdar (1986), o ecranizare a romanului Dead Man's Folly (1956). Dacă romanul Lord Edgware Dies, care a stat la baza acestui prim film, nu se preta prea bine unei adaptări cinematografice, potrivit istoricului de film britanic Mark Aldridge, lector de istoria filmului și televiziunii la Universitatea Solent din Southampton, Dead Man's Folly a reprezentat o alegere mai potrivită.
Cea de-a treia ecranizare a fost Crimă în trei acte (1986), care a adaptat romanul Tragedie în trei acte (Three Act Tragedy, 1934), mai precis versiunea americană a cărții, intitulată Murder in Three Acts. Impactul filmului a fost relativ redus, fără a fi însă catastrofal, deoarece Crimă în trei acte s-a clasat pe locul 115 între cele 330 de filme de televiziune difuzate de toate posturile de televiziune americane în sezonul 1986–1987. Acest rating a fost un pic mai bun decât al predecesorului Treisprezece la cină, care fusese difuzat cu un an mai înainte, și a demonstrat că, în ciuda saturării publicului, exista un interes susținut pentru ecranizările romanelor Agathei Christie, așa cum dovedea și succesul obținut de serialul britanic Miss Marple (1984–1992).

### Dezvoltarea unui nou proiect

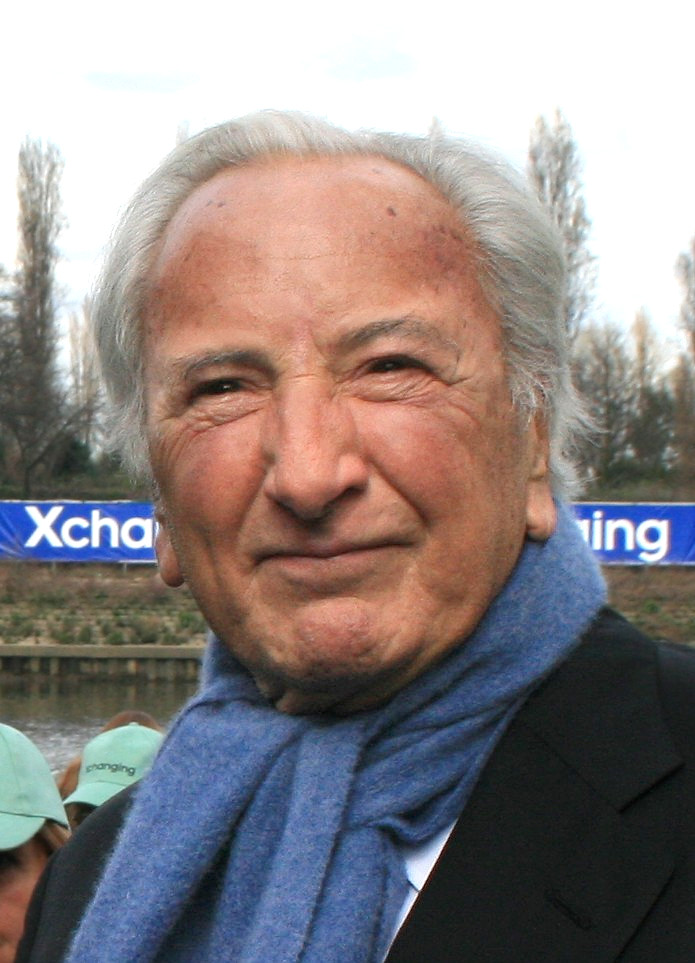
Cineastul englez Michael Winner, coscenaristul, regizorul și producătorul filmului. Imagine din 2010.

Interesul manifestat de public pentru ecranizarea scrierilor Agathei Christie a determinat Cannon Films, o companie americană cu o creștere rapidă în acei ani, să plănuiască realizarea unui nou film de cinema cu Peter Ustinov în rolul lui Poirot. Cannon Films realizase anterior filmul Ordeal by Innocence (1985) după romanul omonim din 1958 al Agathei Christie. Presa cinematografică a anunțat în mai 1986, când nici măcar nu fusese lansat filmul Crimă în trei acte, că va fi realizată curând o ecranizare pentru cinema a romanului Întâlnire cu moartea (1938), în care Ustinov îl va interpreta pe Poirot. Știrea publicată în numărul din 14 mai 1986 al revistei Variety și apoi în numărul din 17 mai 1986 al revistei Screen International menționa că scenariul noului film urma să fie scris de Anthony Shaffer, cel care colaborase la scenariile filmelor Moarte pe Nil și Crimă sub soare, dar era mai cunoscut ca scenarist al thrillerului Sleuth (1972) al lui Joseph L. Mankiewicz, iar producători executivi urmau să fie John Brabourne și Richard Goodwin, care realizaseră anterior patru ecranizări după Agatha Christie. Implicarea celor doi producători în realizarea unei ecranizări a romanului Întâlnire cu moartea fusese vehiculată încă din perioada filmării ecranizării Oglinda spartă (1980). Programul de filmări al companiei Cannon Group, planificat să aibă loc în anul 1987 la studiourile Elstree din Anglia, a fost amânat, în timp ce producătorul John Brabourne, regizorul Richard Goodwin și Screen Entertainment negociau o înțelegere pentru a lucra la acest proiect. Cu toate acestea, Brabourne și Goodwin nu s-au mai implicat în realizarea unei noi ecranizări cu Poirot și au colaborat cu compania Cannon la producerea ecranizării Mica Dorrit⁠(en)[traduceți] (Little Dorrit, 1987) după romanul omonim al lui Dickens.
Compania Cannon (care fusese fondată la sfârșitul anilor 1960, ajunsese în perioada de apogeu în cursul anilor 1980 sub conducerea producătorilor israelieni Menahem Golan și Yoram Globus și realiza filme de aventuri, de acțiune și horror cu buget redus și mediu) a anunțat ulterior în 7 octombrie 1986 (potrivit unei știri publicate în The Hollywood Reporter) că l-a angajat pe regizorul și producătorul englez Michael Winner, care era cunoscut pentru voința sa puternică și realizase anterior thrillerul The Mechanic (1972), cu Charles Bronson, filmul de spionaj Scorpio (1973), cu Burt Lancaster, primele trei filme din seria Death Wish (1974, 1982 și 1985), tot cu Charles Bronson, și ecranizarea neo-noir Somnul de veci (The Big Sleep, 1978) cu Robert Mitchum în rolul detectivului Philip Marlowe. Michael Winner avea origini evreiești, părinții săi fiind imigranți din Polonia (mama) și Rusia (tatăl). Știrea publicată în The Hollywood Reporter menționa că regizorul s-a deplasat la Ierusalim pentru a căuta locuri pentru filmări și, potrivit unei alte știri publicate în 3 noiembrie 1986 de Daily Variety, fusese rănit, împreună cu alte două persoane, în urma unui accident de mașină, atunci când Jeep-ul lor a alunecat într-o râpă.
Scenariul filmului a fost scris de Anthony Shaffer, împreună cu romancierul și scenaristul de televiziune Peter Buckman și cu regizorul Michael Winner, toți trei fiind menționați pe generic. Sursa principală de inspirație a fost romanul original al Agathei Christie și nu adaptarea teatrală ulterioară (scrisă de Christie în 1945 și reprezentată pe 31 martie 1945 pe scena Teatrului Piccadilly⁠(en)[traduceți] din Londra, cu implicarea actorului Terence De Marney, care jucase în anul 1943 în piesa Ten Little Indians), în care Poirot nu apare, iar rezolvarea crimei este mai complexă, reușind să se descopere în final că doamna Boynton nu a fost ucisă, ci s-a sinucis pentru a-i face pe membrii familiei ei să fie suspectați de crimă și să nu aibă astfel liniște până la sfârșitul vieții. Cartea a fost scrisă înaintea celui de-al Doilea Război Mondial, când Marea Britanie administra atât Palestina, cât și Transiordania, dar situația politică s-a schimbat după război, teritoriile fiind împărțite între noile state Israel și Iordania. Astfel, din motive politice, scenariștii filmului au mutat locul crimei din orașul antic Petra (pe care Agatha Christie îl vizitase în 1933 împreună cu soțul ei, arheologul Max Mallowan, și care aparținea acum Iordaniei), așa cum era în roman, în situl arheologic Qumran de pe malul vestic al Mării Moarte (care aparținea acum Israelului). Cu toate acestea, primele pergamente au fost descoperite în peșterile de la Qumran abia în 1947, iar săpăturile arheologice în zonă au avut loc în perioada 1951–1956. Știrile publicate în presă au menționat pe rând că acțiunea filmului urma să aibă loc în anii 1920 (The Hollywood Reporter, 16 decembrie 1986), în anii 1930 (The Hollywood Reporter, 21 aprilie 1987) și ulterior în anul 1937 (Los Angeles Times, 15 aprilie 1988, p. 28; The New York Times, 15 aprilie 1988, p. 4).
Romanul Întâlnire cu moartea (1938), pe care compania Cannon îl alesese pentru a fi ecranizat, avea în centrul său un personaj deosebit de complex sub aspect psihologic și, din acest motiv, era considerat de fani drept una dintre cele mai solide scrieri ale Agathei Christie. Rolul victimei crimei, Emily Boynton, a fost repartizat actriței americane Piper Laurie, care fusese nominalizată recent pentru a treia oară la Premiul Oscar (obținuse o nominalizare pentru cea mai bună actriță pentru rolul din filmul The Hustler (1961) și două nominalizări pentru cea mai bună actriță în rol secundar pentru rolurile din Carrie (1976) și Children of a Lesser God (1986)). Distribuirea în rolul victimei a lui Piper Laurie a părut oarecum ciudată, pentru că actrița nu era la fel de bătrână și urâtă ca personajul romanului Agathei Christie.
Alte roluri au fost atribuite unor actori britanici și americani cunoscuți ca Lauren Bacall (partenera lui Humphrey Bogart în filmele A avea sau a nu avea, Somnul de veci, Pasaj întunecat și Key Largo), John Gielgud (care a jucat în multe filme celebre și fusese distins cu Premiul Oscar pentru cel mai bun actor în rol secundar în 1981 pentru interpretarea unui majordom sarcastic în filmul Arthur), Carrie Fisher (interpreta prințesei Leia din Războiul stelelor), Hayley Mills (actriță premiată cu Oscarul Juvenil în 1961 pentru interpretarea sa din filmul Pollyanna), Jenny Seagrove (interpreta tinerei Emma Harte din miniserialul Prețul succesului) și David Soul (detectivul Kenneth „Hutch” Hutchinson din serialul Starsky & Hutch). Unii membri ai distribuției apăruseră anterior în alte ecranizări ale scrierilor Agathei Christie: Hayley Mills interpretase rolul principal în Endless Night (1972), o adaptare a romanului omonim din 1967 al celebrei romanciere, iar Bacall și Gielgud jucaseră în Crima din Orient Express (1974). Lauren Bacall, care era evreică, a acceptat să fie distribuită în film, deoarece i s-a oferit ocazia să viziteze pentru prima dată Israelul. În perioada producerii filmului actrița Jenny Seagrove era partenera de viață a regizorului Winner, cu care a avut timp de cinci-șase ani o relație sentimentală. Printre actorii luați în calcul la început pentru a juca unul dintre „rolurile principale” s-au numărat Maggie Smith (potrivit unei știri publicate la 16 decembrie 1986 în The Hollywood Reporter) și Michael Sarrazin (menționat ca membru al distribuției în articolele din 1 mai 1987 din Daily Variety și 17 iunie 1987 din Variety).

### Filmări

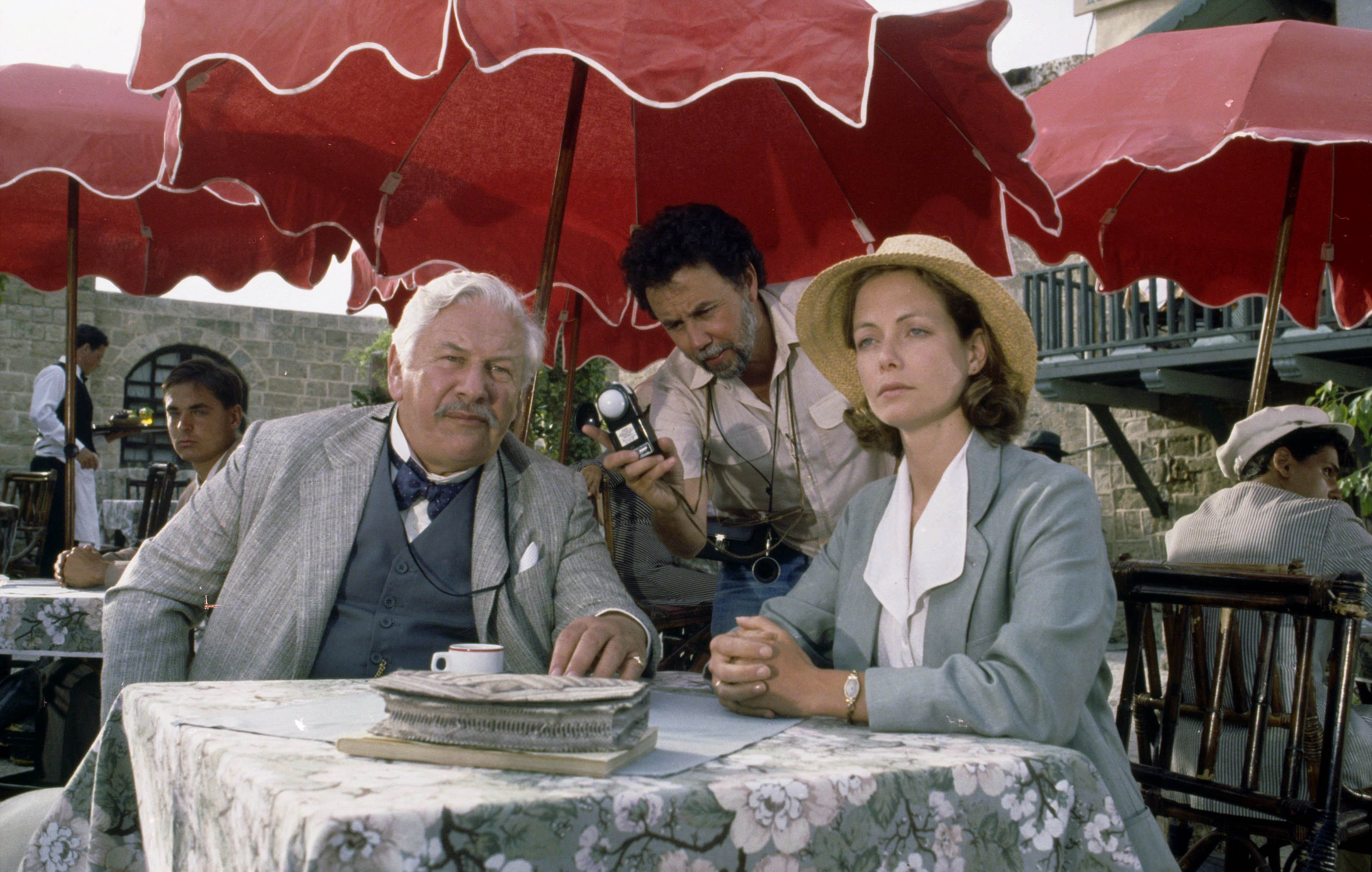
Peter Ustinov și Jenny Seagrove în perioada filmărilor

Filmul a fost produs pentru Cannon Films de regizorul Michael Winner, împreună cu producătorii executivi Menahem Golan și Yoram Globus. Bugetul alocat producției a fost estimat la aproximativ 6 milioane de dolari, circulând zvonuri că ar fi fost chiar de 10 milioane de dolari. Începerea filmărilor era programată să aibă loc în aprilie 1987 în Israel (potrivit știrii publicate de The Hollywood Reporter în 16 decembrie 1986), dar a fost amânată pentru mai 1987 (conform anunțului publicat de The Hollywood Reporter în 24 februarie 1987) și confirmată definitiv pentru 24 mai 1987 (conform The Hollywood Reporter din 16 aprilie 1987 și Screen International din 23 mai 1987).
Filmările s-au desfășurat pe parcursul a nouă săptămâni în perioada 24 mai – 17 iulie 1987 în principal în Israel (în diferite locuri din Jaffa, din Ierusalim și de la Marea Moartă), precum și în Anglia (la Londra) și în Italia (la Florența și Veneția). Hotelul American Colony din Ierusalim, unde au fost filmate câteva scene, a fost fondat de baronul Ustinov, bunicul actorului Peter Ustinov.
Winner, care era în același timp coscenarist, producător și regizor, și-a confirmat reputația de cineast autoritar și dificil pe platourile de filmare. Metoda de lucru a lui Winner a fost considerată „agresivă” de jurnalistul Andrew Duncan de la ziarul britanic The Times, care a transmis știri din perioada filmărilor. Comportamentul autoritar al lui Winner nu era o surpriză, susținea profesorul Mark Aldridge, dat fiind faptul că regizorul avusese un mare succes cu cele trei filme de acțiune din seria Death Wish (1974, 1982 și 1985), în care fusese nevoit să lucreze cu o distribuție modestă valoric. După ce devenise cunoscut ca autor al unor filme de acțiune, Michael Winner a realizat aici o schimbare de ritm, după cum îi mărturisea unui reporter: „Nu o veți vedea pe Lauren Bacall împușcându-i cu mitraliera pe toți. De fapt, este primul meu film din ultimii ani care a avut un buget mai mic decât filmele sângeroase.”. Coscenariul, producătorul și regizorul Michael Winner a scris în biografia sa că echipa de filmare israeliană a fost foarte leneșă și a oprit munca tot timpul din mai multe motive (invocând, cel mai adesea, pregătirile pentru Șabat, deși niciunul din membrii echipei nu mergea la sinagogă) și a spus, de asemenea, că Lauren Bacall a fost foarte profesionistă, dar foarte dură cu șoferii și asistenții ei de garderobă, pe care i-a înlocuit de multe ori.
Rapoartele furnizate de Duncan de pe platoul de filmare au evidențiat că Lauren Bacall (care nu mai jucase într-un film din 1980) nu era interesată de personajul ei, pe care-l considera „un pic Margaret Thatcherian”, și nici nu era mulțumită de procesul de filmare și de comportamentul regizorului („El nu face nimic pentru actori, cu excepția faptului că te face să fii nervos. Urăsc țipetele și tensiunea.”, se destăinuia actrița), că John Gielgud considera că personajul său, colonelul Carbury, nu-i oferea șansa să realizeze o interpretare interesantă (deoarece era „unul dintre cele mai puțin satisfăcătoare pe care le-am jucat vreodată. [...] Mi-aș dori ca personajul să fie amuzant sau să facă prostii, ceva de care să mă pot agăța.”) și că David Soul era foarte deranjat de obiceiul lui Winner de a ridica permanent tonul vocii. Supărarea lui Gielgud reiese dintr-o scrisoare către actrița americană Irene Worth, pe care a scris-o în 13 mai 1987 și în care scria că va pleca în Israel în luna iunie „pentru a juca un rol destul de absurd într-o ecranizare după Agatha Christie. [...] Peter Ustinov și Betty Bacall vor fi în ea și posibil Michael York, așa că ar putea fi distractiv, chiar și cu acel regizor vulgar, dar destul de amuzant, Michael Winner, cu care am lucrat acum trei ani la remake-ul filmului The Wicked Lady.”. Gielgud își exprima încrederea că filmul urma să aibă succes, datorită faptului că ecraniza o scriere a Agathei Christie, deși trecuse vremea când o astfel de ecranizare putea fi o garanție a succesului.
Peter Ustinov a părut destul de dezinteresat pe parcursul filmărilor, mărturisea regizorul Michael Winner în volumul de memorii Tales I Never Told! (2011), și nici nu s-ar fi deranjat să-și învețe replicile. Din acest motiv, el a rostit greșit unele replici, iar atunci când i s-a atras atenția a părut arțăgos, a negat și nici măcar nu și-a cerut scuze. Potrivit regizorului, Ustinov s-a comportat enervant în unele situații, iar Lauren Bacall, care era evreică, l-a acuzat chiar că ar fi antisemit. Winner, care a afirmat că l-a apreciat întotdeauna pe Ustinov pentru talentul său, a susținut că actorul a fost „un antisemit virulent” pentru că s-a simțit mereu deranjat atunci când era întrebat dacă este evreu.
Intervievat de Andrew Duncan în timpul filmărilor, în ultima sa apariție în rolul lui Poirot, Peter Ustinov a mărturisit că a dorit să interpreteze personajul într-un mod propriu și mai liber față de restricțiile cărții: „Oricât de mult îl admir pe Albert Finney, cred că a fost prea conștiincios în încercarea de a fi ceea ce spunea cartea că era”. Personajul jucat de Ustinov nu seamănă prea mult din punct de vedere fizic cu personajul cărții, dar interpretarea sa în film a rămas totuși o interpretare populară deoarece, după cum explică profesorul Aldridge, personajul interpretat pe ecran nu trebuie neapărat să semene cu personajul cărții și, prin urmare, pot exista mai multe versiuni ale unui personaj literar.
Decorurile filmului au fost proiectate de John Blezard, costumele au fost create de John Bloomfield, iar muzica a fost compusă de compozitorul italian Pino Donaggio. Director de imagine a fost operatorul israelian David Gurfinkel, iar sunetul a fost înregistrat de Eli Yarkoni. Montajul a fost realizat de Arnold Crust (pseudonim al lui Michael Winner). Durata filmului este de 102 minute.

## Elemente de propagandă
Filmul conține o cantitate semnificativă de propagandă, susține profesorul american Jack Shaheen, specializat în identificarea stereotipurilor rasiale în filmele de la Hollywood. O justificare a statului Israel este inclusă aproape imediat după debarcarea pasagerilor occidentali pe teritoriul Palestinei, aflată atunci sub mandat britanic, prin citirea cu voce tare de către dr. Sarah King a unui pasaj dintr-un ghid turistic („Ierusalim a fost capitala Iudeii și Samariei. Poporul evreu a avut un stat aici în vremurile biblice.”), pentru ca Poirot să adauge apoi: „Există șase milioane de evrei în Europa [...] pentru care lumea este împărțită în două părți: locuri în care nu li se permite să trăiască și locuri în care nu pot intra”. Este arătat apoi un grup de evrei pioși care se roagă în fața Zidului Plângerii.
Prin contrast, arabii palestinieni sunt reprezentați ca escroci, cerșetori și fanatici. Jack Shaheen menționează câteva situații care justifică aceste stereotipuri rasiale. Doi palestinieni urâți o înspăimântă cu privirile lor pe dr. Sarah King, care-și așteaptă iubitul pe terasa unei taverne, iar mai târziu un grup de copii arabi murdari îi înconjoară cu agresivitate pe turiștii străini sosiți la Qumran, cărora le cer bacșiș⁠(en)[traduceți] (baksheesh), făcând-o pe Lady Westholme să remarce că „arabii îi miros pe cei care dau mai mult bacșiș”. Una din fiicele familiei Boynton se plânge ulterior că a fost trezită din somn de un șeic care voia să o răpească. Cu ocazia plimbării prin bazar, dr. King vrea să cumpere o broșă, pentru care vânzătorul arab îi cere 20 de dinari, dar Poirot îi recomandă să-i ofere 5 dinari sau să renunțe, făcându-l pe arab să cedeze și să vândă broșa la acel preț. Este perpetuat astfel stereotipul comerciantului arab necinstit, care încearcă să-și înșele clienții, afirmă Shaheen. Ulterior, dr. King pătrunde în cartiere locuite de arabi în urmărirea lui Hassan și este încolțită de un grup de arabi fanatici care pun mâna pe pumnale și amenință să o linșeze.
În plus, cuvântul „palestinian” nici măcar nu este menționat pe parcursul filmului, deși acțiunea are loc în anul 1937.

## Lansare
Întâlnire cu moartea a fost lansat la 15 aprilie 1988 în Statele Unite ale Americii. Rezultatele financiare la box-office au fost slabe. Încasările obținute în prima săptămână de distribuție internă au fost mărunte: doar 603.650 de dolari, iar încasările totale în SUA și Canada s-au ridicat la doar 960.040 de dolari. Lipsa de interes a publicului a determinat curând scoaterea filmului din rețeaua de cinematografe și distribuirea sa către public pe casetă video.
Ca urmare a faptului că reputația companiei Cannon era destul de proastă și că nici cea a regizorului Winner nu era mai bună, reacția presei a fost una predominant negativă. Revista americană Daily Variety a descris Întâlnire cu moartea ca un „film polițist de rutină”, în care se observă că Peter Ustinov („de obicei amuzant”) pare „puțin istovit”. Criticii britanici au susținut că filmul este „demodat”, fiind în opinia lor una dintre cele mai slabe ecranizări ale unei scrieri a Agathei Christie, iar mai mulți l-au numit chiar „întâlnire cu plictiseala”. Revista britanică SKY Magazine a considerat că vinovatul principal era „producătorul-regizor Michael Winner, care a realizat un thriller molatic, care are aceeași atracție ca o întâlnire cu dentistul — nicio distracție cât timp ești acolo, dar o mare ușurare atunci când totul se termină”. Recenzia ziarului Daily Telegraph a consemnat că „este într-adevăr un scenariu groaznic care îl poate învinge pe John Gielgud”, în timp ce criticul ziarului The Times a susținut că filmul „nu poate fi considerat nici măcar un succes moderat”. Lipsa de popularitate a filmului a fost atât de mare, încât unii critici au avut intenția să revizuiască recenziile filmelor anterioare ale seriei și chiar să scadă nota acordată atunci.
Filmul a fost distribuit apoi și în alte țări precum Franța (27 aprilie 1988), Marea Britanie (27 mai 1988), Japonia (28 mai 1988), Irlanda (3 iunie 1988), Țările de Jos (16 iunie 1988), Spania (17 iunie 1988), Suedia (15 iulie 1988), Finlanda (19 august 1988), Danemarca (16 septembrie 1988), Portugalia (22 octombrie 1988), Republica Federală Germania (2 noiembrie 1989) ș.a. Compania Warner Home Video, divizia de distribuție a conglomeratului american Warner Bros. Entertainment, a lansat filmul Întâlnire cu moartea pe casetă video VHS în 1991. Prima lansare a filmului pe DVD a avut loc în Statele Unite ale Americii pe 20 februarie 2006 și a fost realizată de compania MGM/UA.
Prima difuzare a filmului Întâlnire cu moartea în România a fost realizată de postul de televiziune Antena 1 în ziua de joi 27 iunie 2002; filmul a fost redifuzat ulterior de același post în zilele de vineri 24 ianuarie 2003 și vineri 7 februarie 2003.

## Aprecieri critice
Recenziile critice publicate la momentul lansării Întâlnirii cu moartea au fost preponderent negative, reflectând, potrivit profesorului Mark Aldridge, atât plictiseala generată de numărul mare de ecranizări ale operelor Agathei Christie, cât și existența unor deficiențe proprii ale filmului. Astfel criticul american Vincent Canby a scris în The New York Times că filmul „nu se ridică la standardele elegante ale misterelor anterioare all-star cu Hercule Poirot, în special Crima din Orient Express al lui Sidney Lumet. Plăcerile formei nu sunt inepuizabile, iar de această dată producția fizică arată oarecum ieftină”. Cu toate acestea, potrivit criticului sus-menționat, filmul continuă să atragă publicul prin peisajele exotice, printr-o dezlegare a crimelor „năucitoare”, printr-un umor de bună calitate și prin interpretările entuziaste ale actorilor. Michael Wilmington de la Los Angeles Times a criticat filmul ca „nesatisfăcător, chiar puțin soporific”, ca urmare a faptului că regizorul Michael Winner „nu are stilul degajat și înșelător de grațios de care are nevoie un astfel de proiect” (mai ales după ce a ruinat acțiunea romanului Somnul de veci în adaptarea sa din 1978, în care a mutat locul întâmplărilor din Los Angelesul anilor 1930 în Londra anilor 1970) și că unii actori nu par să se simtă în largul lor.
Principala deficiență a filmului a constituit-o scenariul lipsit de vigoare, care a făcut ca acțiunea să fie monotonă și lipsită de suspans. Astfel, criticul revistei americane Daily Variety a scris că „regia este molatică, scenariul și construcția personajelor sunt anoste și pur și simplu nu există suficiente crime pentru a susține interesul chiar și al celui mai avid fan al Agathei Christie” și că „Ustinov, în mod normal amuzant, arată cam istovit în cea de-a treia apariție pe marele ecran în rolul detectivului”, în timp ce Ralph Novak a publicat o cronică severă în revista People în care a consemnat că „concluziile sunt ca propozițiile simple, propoziții simple... Atunci când Ustinov rezolvă crima în timpul reuniunii finale a posibililor vinovați, el nu elimină tensiunea publicului, ci îl eliberează de suferință”. În plus, recenzentul revistei Movieline a adăugat că „până și interpretarea exagerată a lui Peter Ustinov pare lipsită de strălucire și intempestivă”.
Monotonia și lipsa de strălucire a filmului a fost remarcată și de alți critici, precum Michael Healy care a scris în cotidianul Los Angeles Daily News că „regizorul Michael Winner... pare bucuros să realizeze un film în care există puține momente de acțiune de orice fel. Filmul are un aspect apatic, relaxat, care seamănă cu monotonia... Glumele care există sunt slabe și nu foarte amuzante. Nimeni nu joacă foarte prost și nimeni nu joacă foarte bine”. Criticul Dave Kehr s-a declarat, de asemenea, neimpresionat în cronica sa din Chicago Tribune: „un grup de foste și actuale celebrități petrec câteva săptămâni plăcute, făcând plimbări prin deșertul israelian. Trebuie să fi fost distractiv, dar filmul pe care l-au adus nu este.... Regizorul Winner pare să încerce să realizeze ceva amuzant și sofisticat, dar personajele nu au haz și interpretările sunt lipsite de viață, încât filmul devine rapid aproape la fel de captivant precum căutarea greșelilor în mersul trenurilor.”. Dr. JC Bethnal, specialist în opera Agathei Christie, a susținut că „în ciuda faptului că rămâne relativ fidel intrigii romanului, filmul este lipsit de construcția personajelor și de inovație și nu face niciun efort pentru a compensa lipsa de sânge din textul sursă”. Presa germană a publicat opinii similare: astfel, redactorii revistei Cinema⁠(de)[traduceți] din Hamburg au acordat filmului nota 3/5 și au scris că „vaporul și povestea avansează alene”, în timp ce criticul suplimentului TV Prisma⁠(de)[traduceți] din Düsseldorf nu a fost nici el impresionat de film, dar l-a lăudat totuși pe Ustinov, pe care îl considera un actor „multitalentat celebru pe plan mondial” care „își interpretează rolul cu o ironie fină, incomparabilă”.
Criticii moderni consideră că scenariul simplu și neinspirat, care a redus relațiile complexe de familie la o selecție anostă de întâmplări cu unii membri ai familiei Boynton, și clișeele vizuale plictisitoare, ce apar încă de la început în scena citirii testamentului, nu a permis crearea unui film sofisticat, cu toate că există câteva cadre lucrate profesionist, îndeosebi în momentul explicării alibiurilor prin flashback-uri filmate din mai multe unghiuri. Ca urmare a acestor limitări, actorii nu au putut să se apropie de personaje și să se identifice cu ele precum în cazul Crimei din Orient Express, iar, din acest motiv, interpretările lor par uneori nesigure și lipsite de forță, inclusiv cele ale unor membri de prim rang ai distribuției. Peter Ustinov a fost singurul actor care s-a simțit confortabil în rolul său și a conferit vigoare personajului interpretat. Calitatea imaginilor, sonorului și montajului, precum și cea a interpretării lui Ustinov, au fost menționate de istoricul de film Scott Palmer, autorul cărții The Films of Agatha Christie (1993), printre puținele puncte forte ale filmului.
Ca o concluzie, istoricul și enciclopedistul american Matthew Bunson afirmă în The Complete Christie: An Agatha Christie Encyclopedia (2000), studiul său dedicat operei Agathei Christie și adaptărilor ei, că filmul Întâlnire cu moartea avea toate ingredientele necesare pentru succes (un loc de filmare exotic, decoruri și costume opulente, o distribuție stelară), dar scenariul neinspirat, regia slabă și montajul ineficient „nu au putut pune toate elementele la un loc”, făcând ca această ecranizare să pălească în comparație cu Moarte pe Nil și Crimă sub soare. Întâlnire cu moartea este „semnificativ” inferior în comparație cu ecranizările realizate de John Brabourne și Richard Goodwin, susține Mark Aldridge, în ciuda distribuției de nivel înalt și a peisajelor pitorești filmate în Israel.
Enciclopedia cinematografică germană Lexikon des internationalen Films descrie astfel acest film: „Maestrul detectiv belgian Hercule Poirot clarifică uciderea unei americance bogate în timpul unei călătorii turistice în Israel. Adaptarea cinematografică foarte pretențioasă, cu aspect desuet, a unui roman al Agathei Christie reușește să trezească puțin interes pentru poveste și personaje, în ciuda actorilor buni. Cinema de divertisment convențional, fără nerv.”.

## Sfârșitul seriei Poirot cu Peter Ustinov
Întâlnire cu moartea putea constitui începutul unei noi serii de filme cu Poirot, iar cineastul Michael Winner mărturisea unui reporter în primăvara anului 1988 că urma să ecranizeze o altă poveste a Agathei Christie în anul următor. Acest proiect nu s-a mai materializat din cauza lipsei de succes a filmului Întâlnire cu moartea și a conștientizării faptului că publicul era saturat la sfârșitul anilor 1980 de numărul mare al producțiilor polițiste după scrierile Agathei Christie. În plus, în anul 1988 compania London Weekend Television (LWT) începuse filmarea unui serial propriu de televiziune intitulat Agatha Christie's Poirot, în care rolul principal era interpretat de David Suchet.
Cu toate acestea, la sfârșitul anilor 1980 s-a mai vehiculat informația că Ustinov ar urma să joace rolul lui Poirot într-o ecranizare a romanului Crimă în Mesopotamia (1936). Julian Bond, un scenarist britanic pentru filme de televiziune, finalizase în 1986 două schițe ale scenariului acestei ecranizări, iar presa cinematografică a scris în anul 1988 că filmul era în faza de preproducție cu Ustinov în rolul principal și cu Christopher Miles ca regizor. Apariția lui Poirot avea loc însă abia în pagina 63 a scenariului de 122 de pagini (personajul apare abia în capitolul 13 din cele 29 de capitole ale cărții, iar acțiunea este povestită de infirmiera Amy Leatheran, care avea o legătură „aproape telepatică” cu Poirot) și, deși era suculentă, era puțin probabil ca ea să-l fi mulțumit pe Ustinov. Filmul nu a fost niciodată realizat, probabil ca urmare a faptului că producătorii au anticipat insatisfacția publicului față de amânarea apariției în film a lui Poirot, dar și ca urmare a începerii filmării în aceeași perioadă a unui nou serial cu Poirot.

## Alte ecranizări
O altă adaptare britanică a fost realizată ca un episod al serialului de televiziune Agatha Christie's Poirot cu David Suchet în rolul lui Poirot. Acțiunea acestui episod, regizat de Ashley Pearce după un scenariu scris de Guy Andrews, diferă într-o mare măsură de acțiunea cărții, iar locul crimei a fost mutat din sudul Iordaniei într-un sit arheologic din Siria, unde lordul Boynton încerca să descopere craniul Sfântului Ioan Botezătorul. Filmările au avut loc în mai 2008 în Marea Britanie și în Maroc, locul săpăturilor fiind în realitate Kasbah Boulaouane. Appointment with Death este al patrulea episod (ep. 62) al sezonului 11 al serialului și a fost difuzat în premieră de postul britanic ITV pe 25 decembrie 2009, după ce fusese difuzat în Suedia pe 22 septembrie 2008 și lansat pe DVD în Marea Britanie pe 6 octombrie 2008. Calitatea artistică a acestui episod este slabă, susținea istoricul de film Mark Aldridge, ca urmare a înlocuirii aspectelor subtile din romanul originar cu alternative „nesăbuite și emfatice”, a introducerii unui personaj superfluu (călugărița care se dovedește a fi o negustoare de sclave) și a interpretărilor actoricești false.

## Galerie

### Locuri de filmare

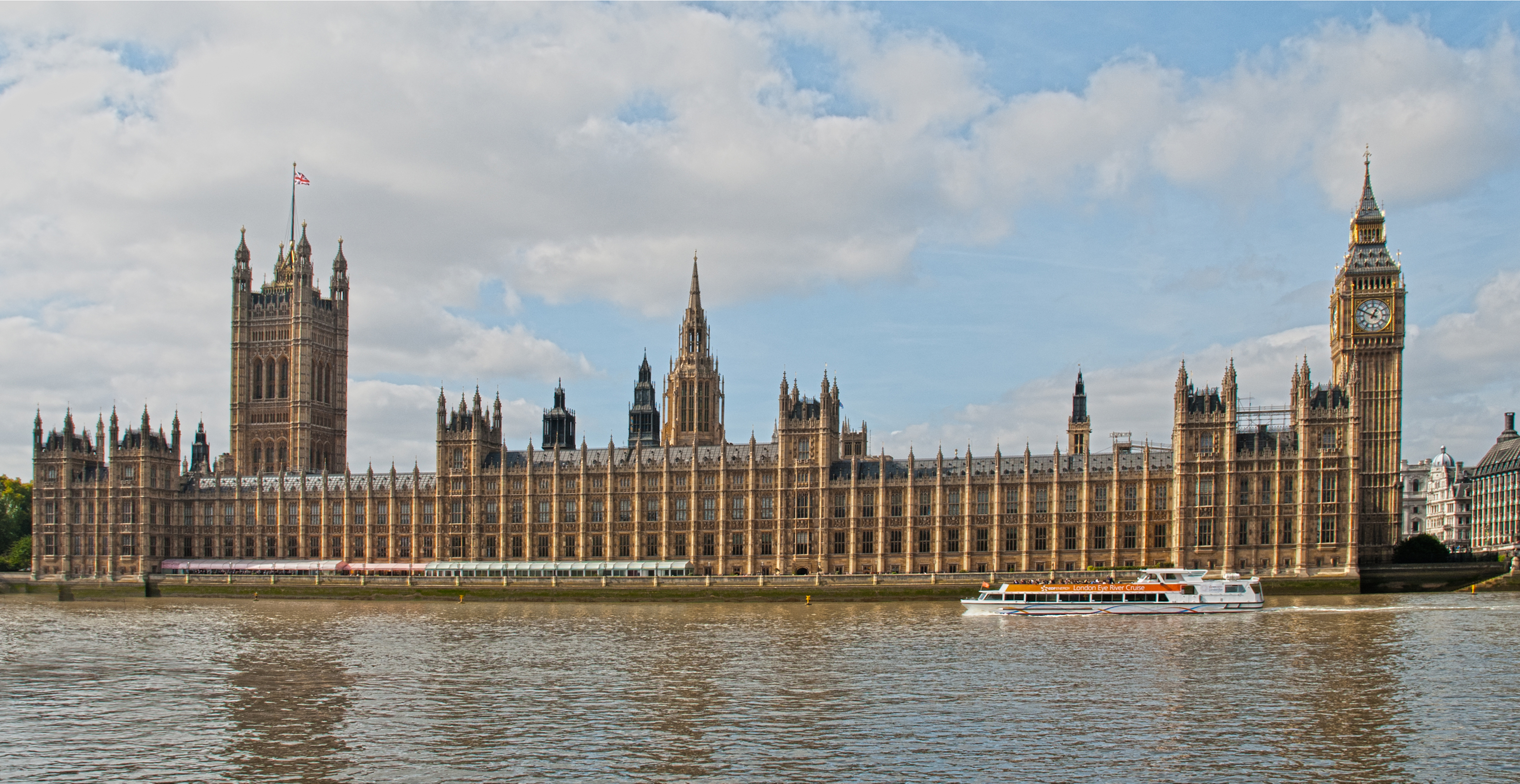
Palatul Westminster, sediul Parlamentului Britanic
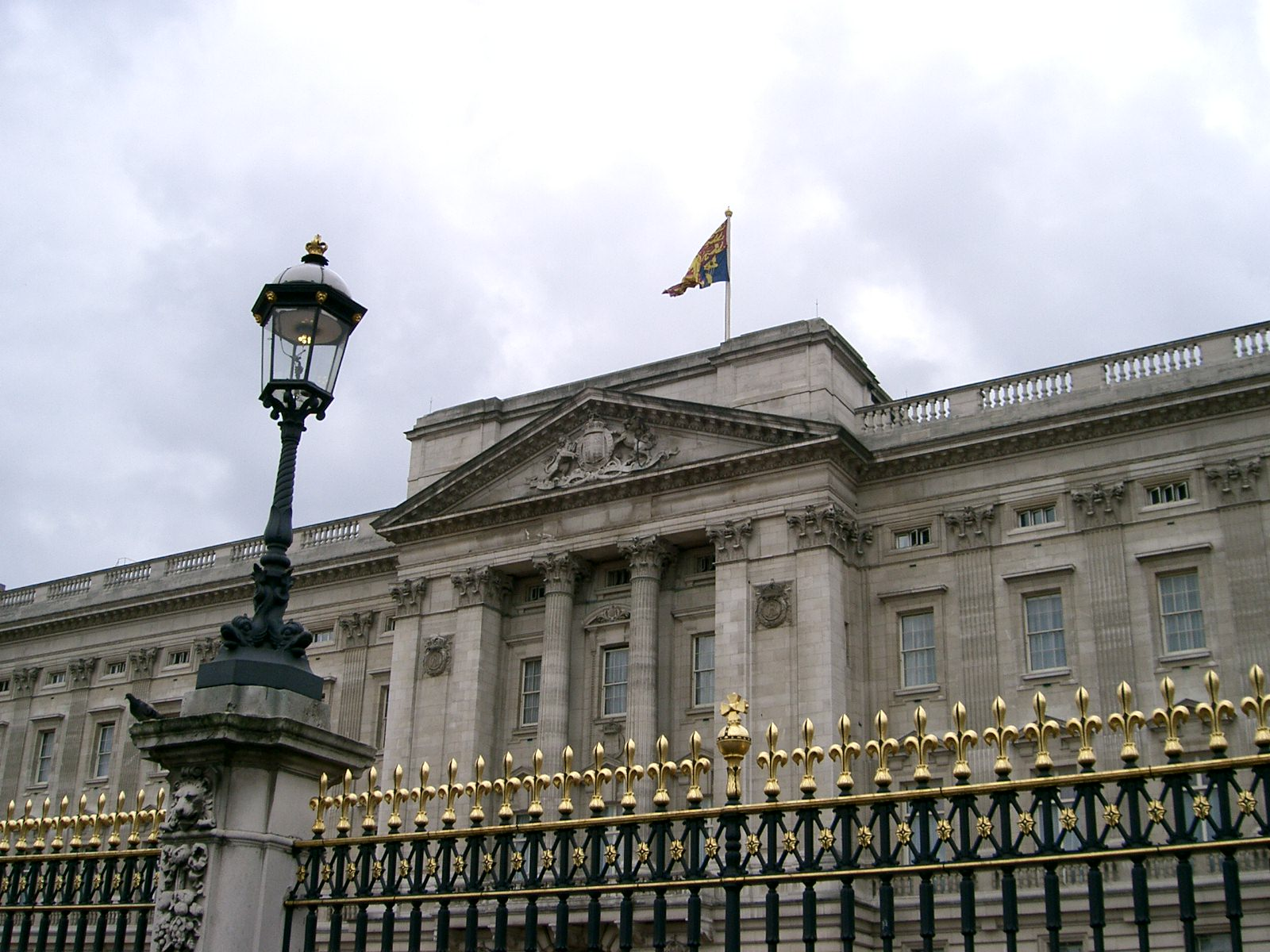
Palatul Buckingham, reședința londoneză a familiei regale britanice
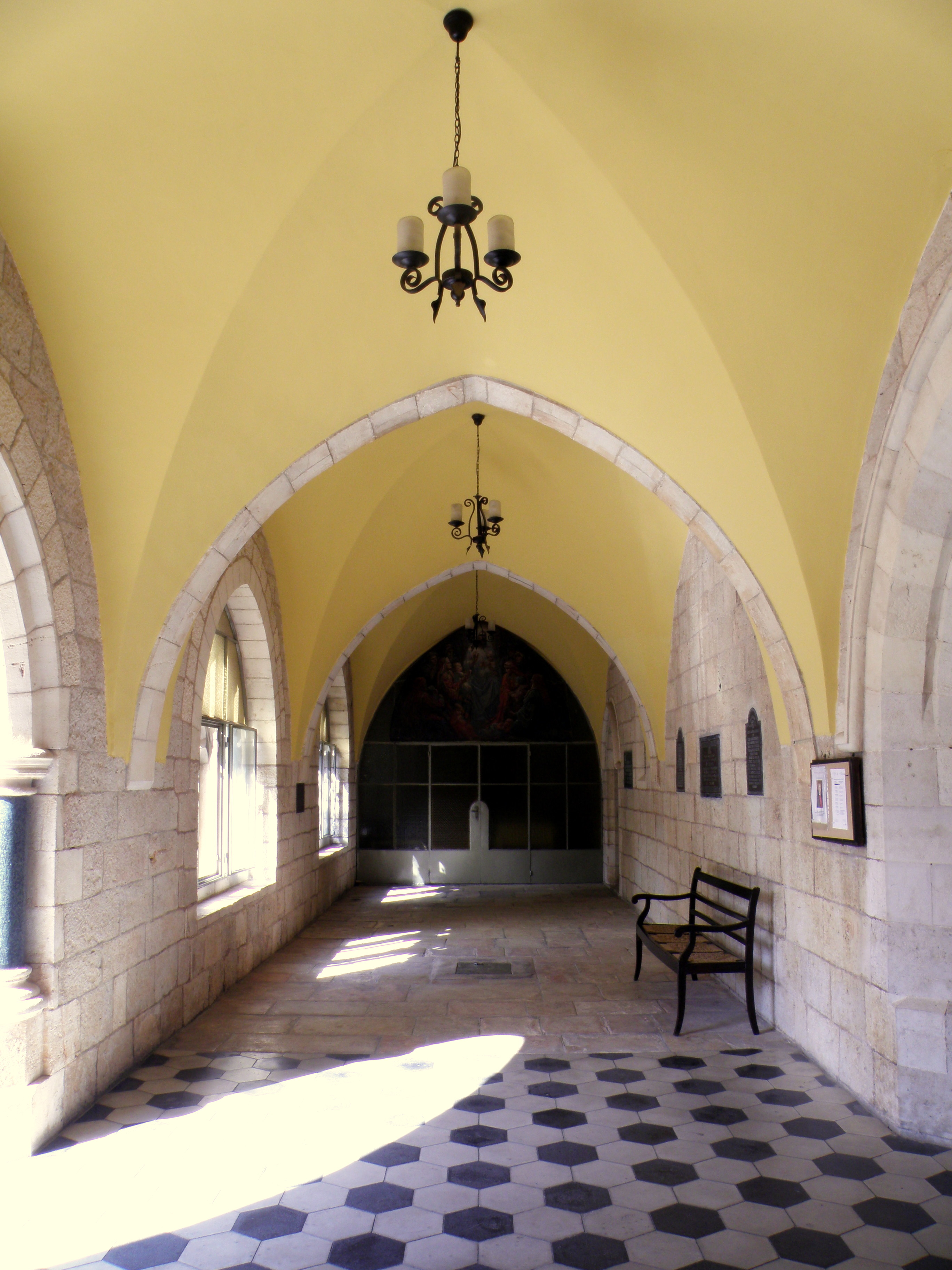
Claustrul Catedralei Sfântul Gheorghe din Ierusalim⁠(en)[traduceți]
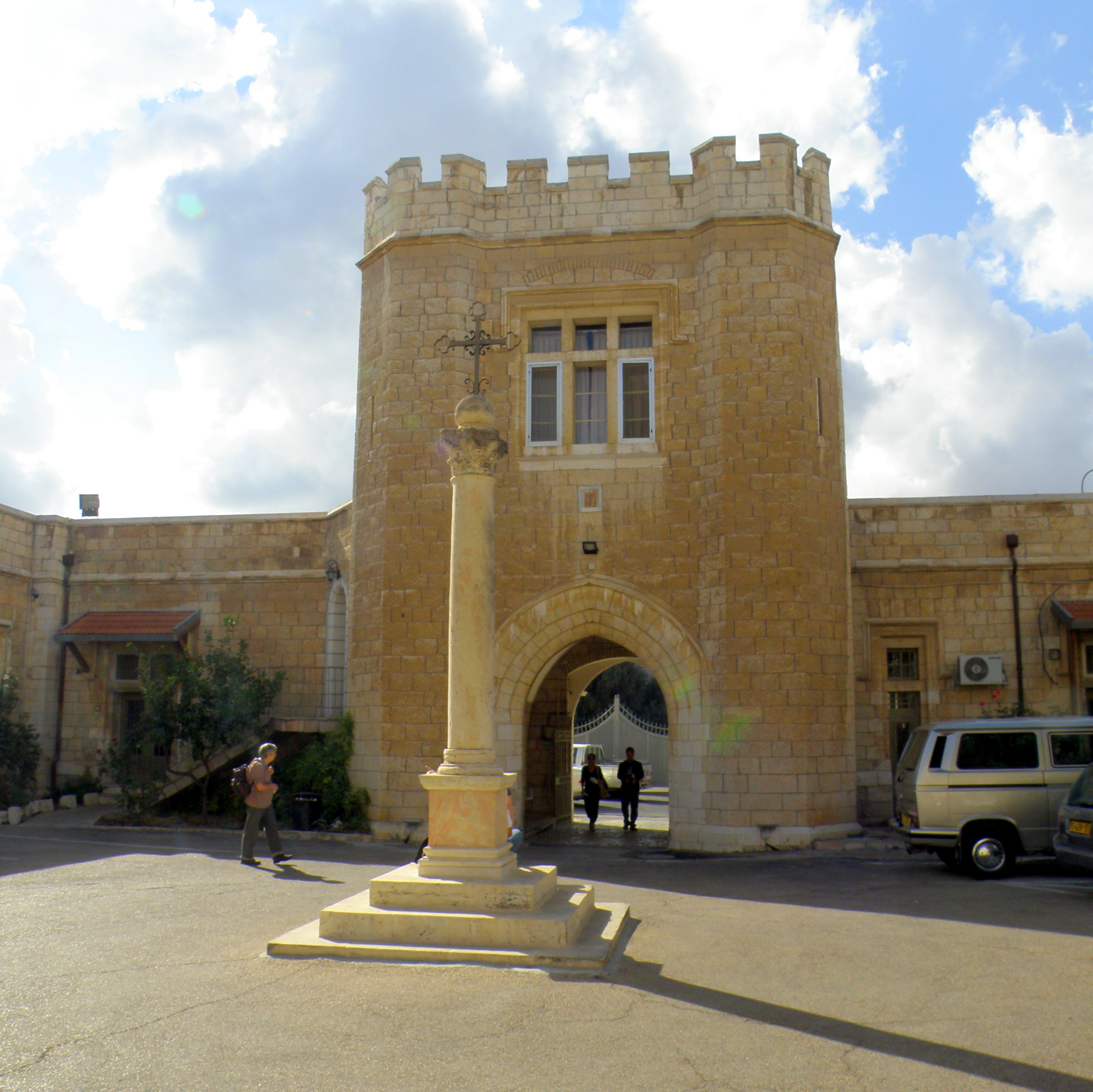
Catedrala Sfântul Gheorghe din Ierusalim⁠(en)[traduceți]
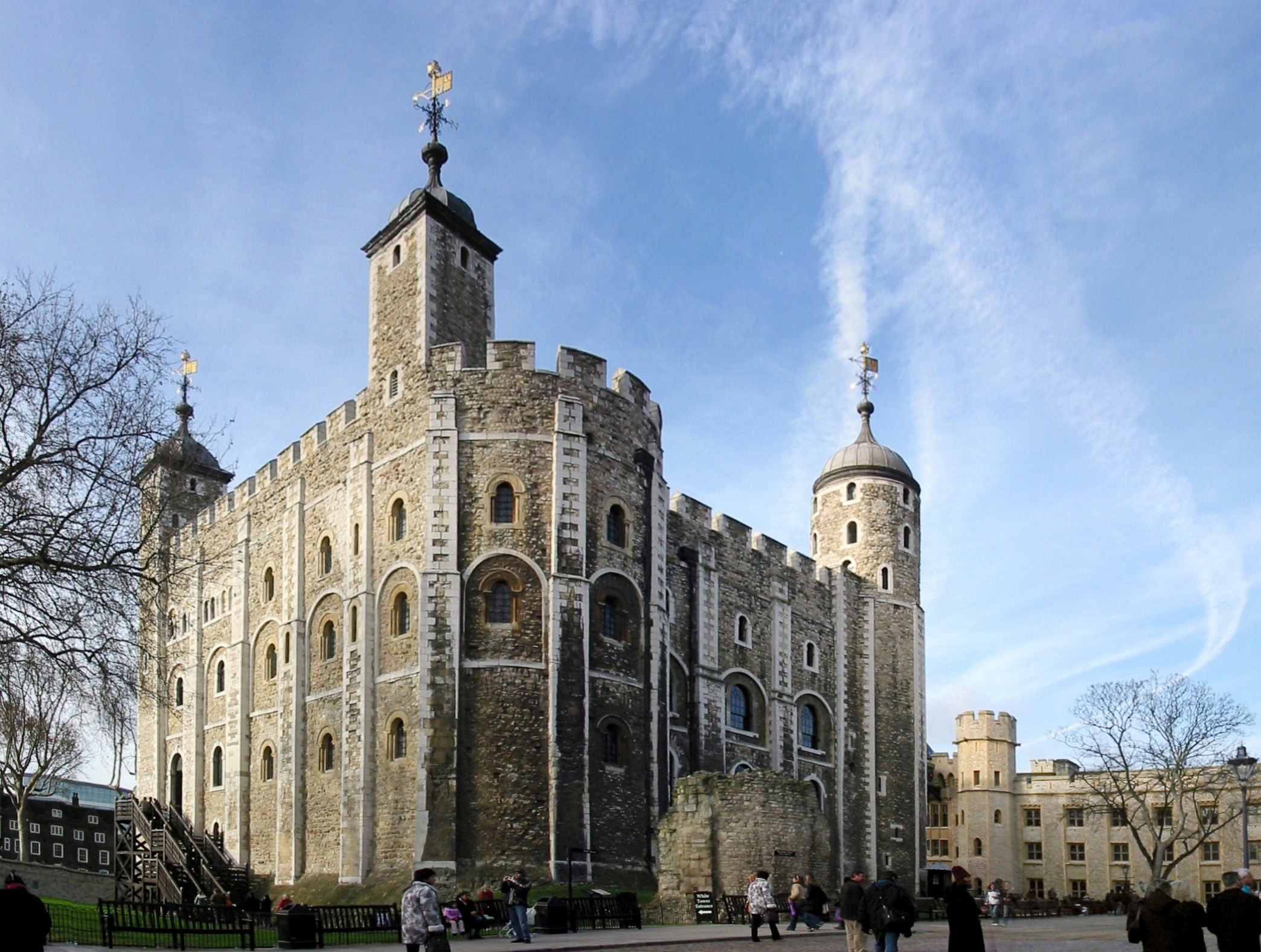
Turnul Alb din Londra⁠(en)[traduceți]
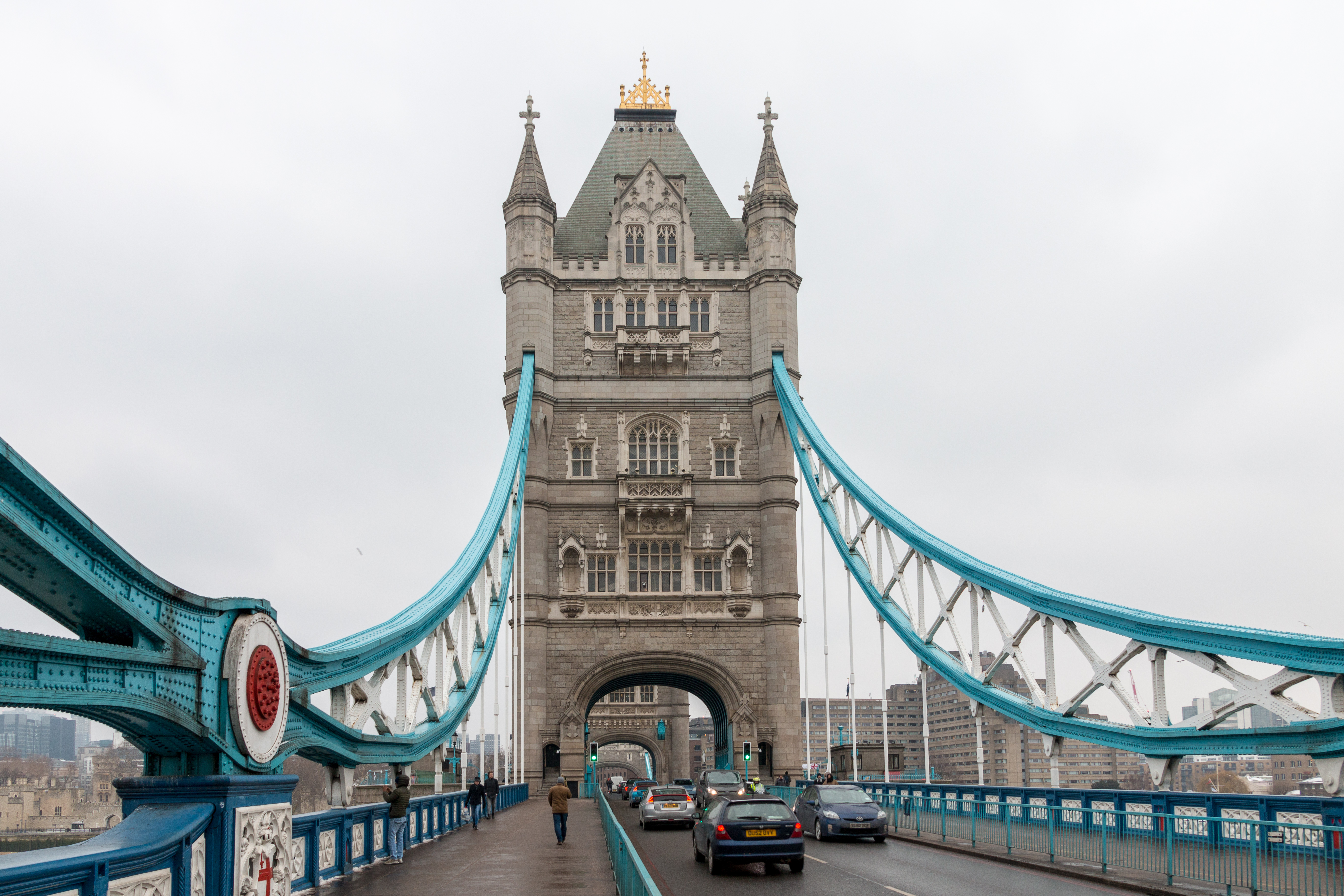
Tower Bridge
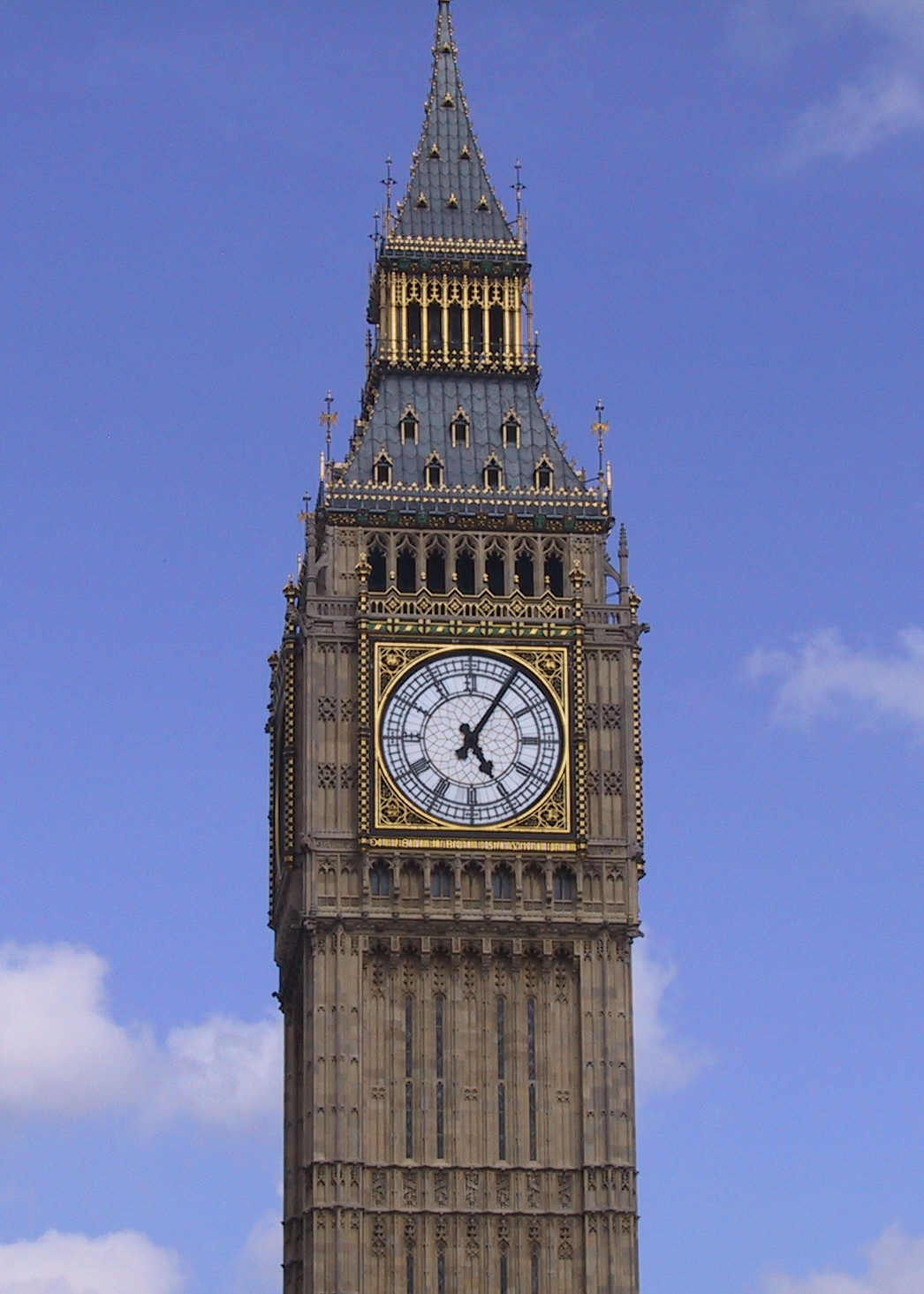
Orologiul Big Ben din turnul nordic al Palatului Westminster
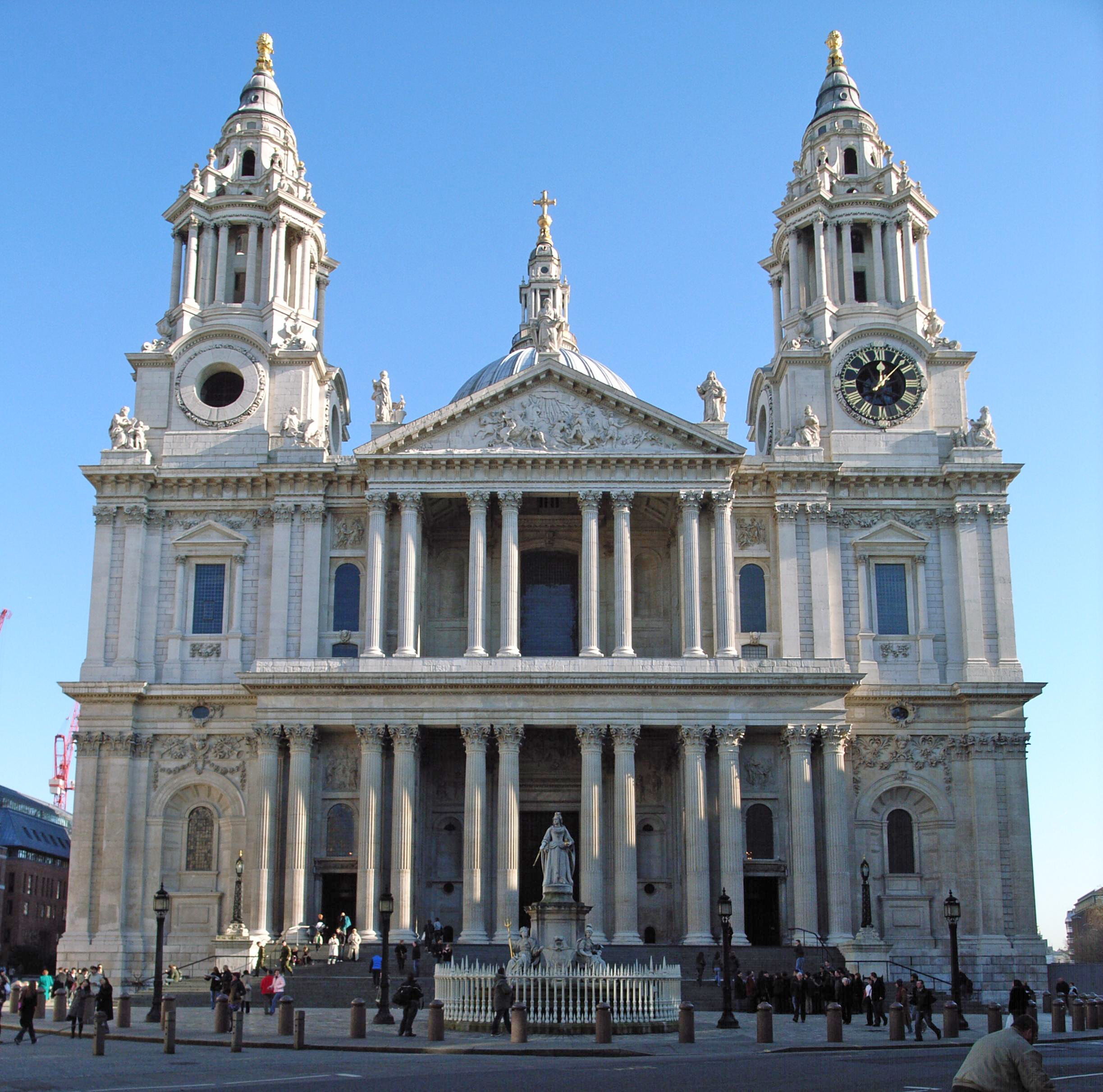
Catedrala Saint Paul din Londra – fațada vestică
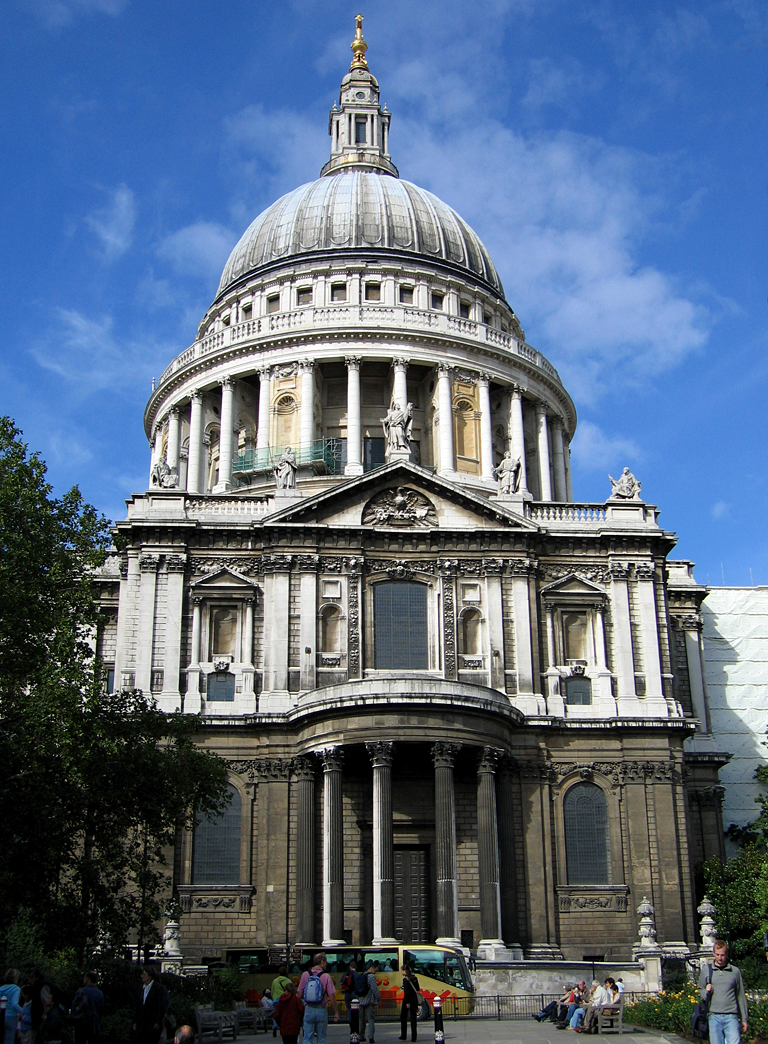
Catedrala Saint Paul din Londra – fațada sudică
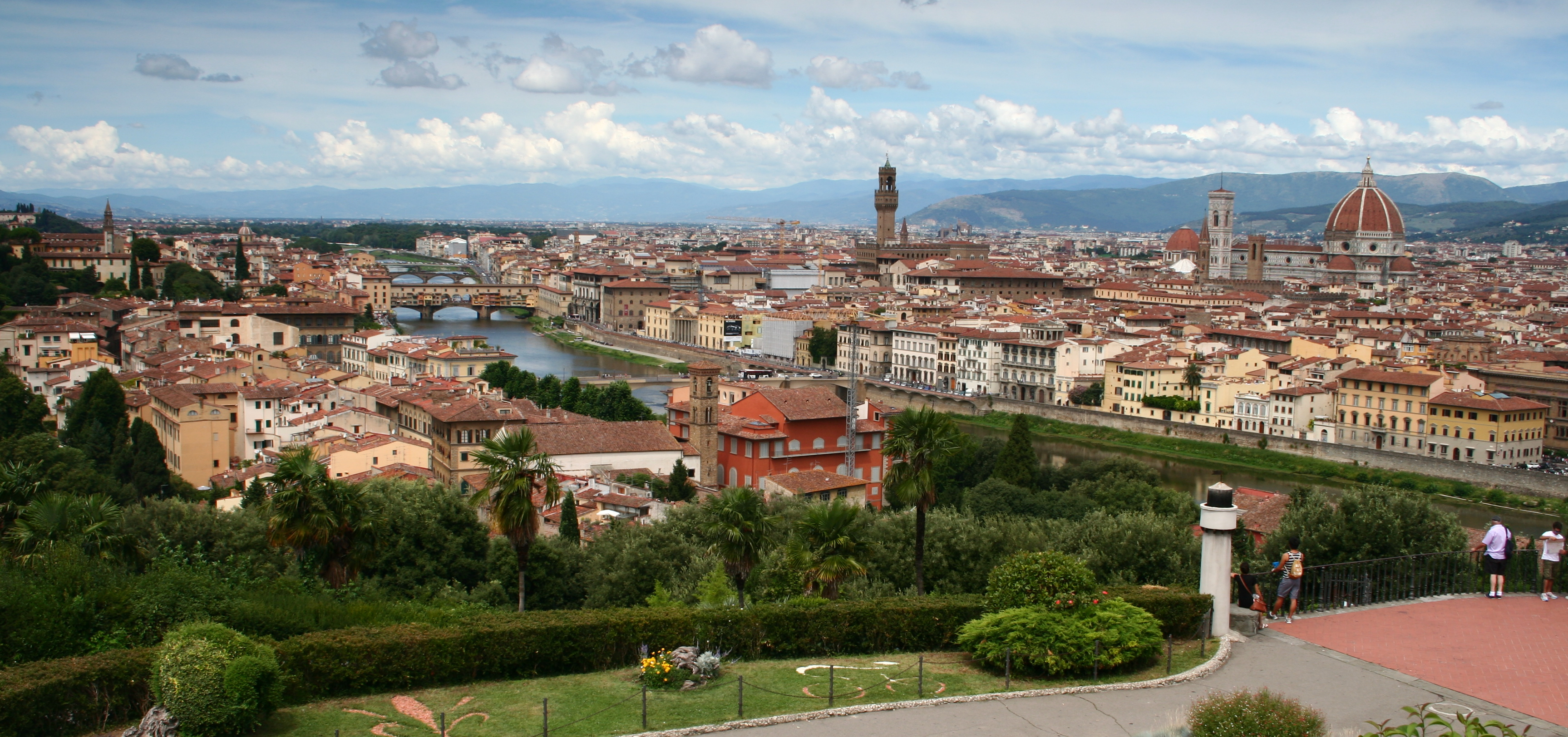
Panoramă a Florenței
Catedrala Santa Maria del Fiore din Florența
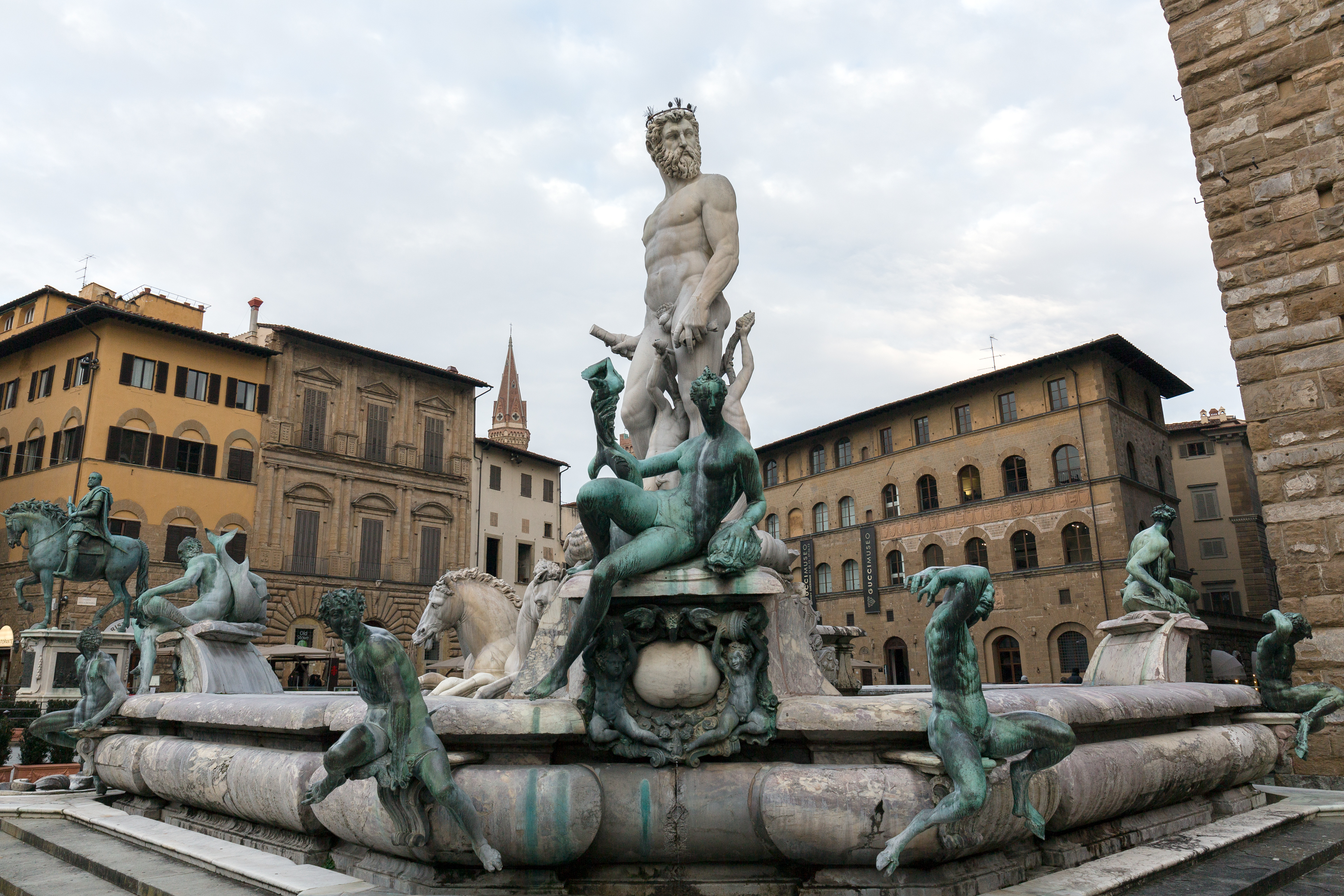
Fântâna lui Neptun din Florența⁠(en)[traduceți]
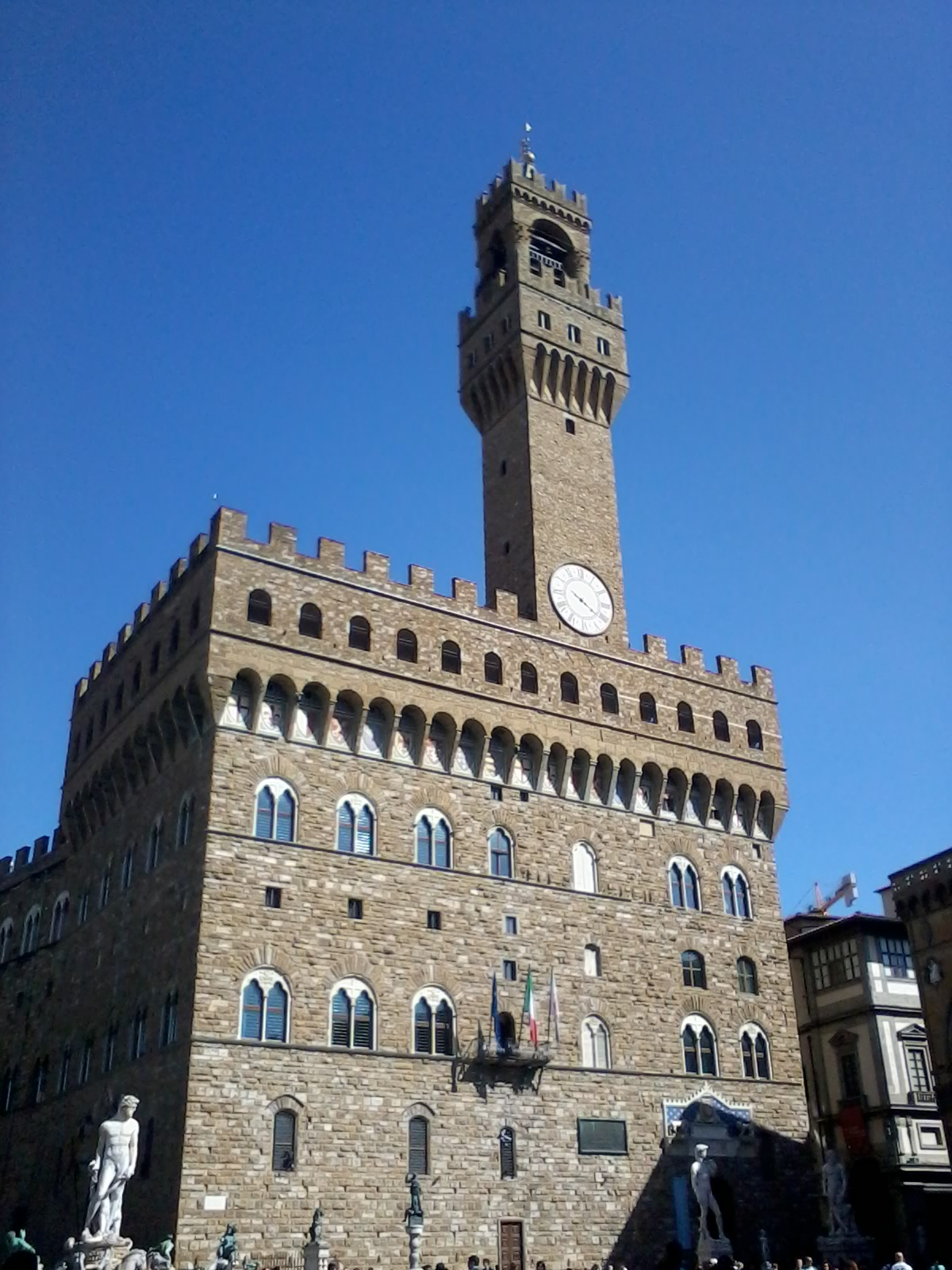
Palazzo Vecchio⁠(en)[traduceți] din Florența, sediul primăriei orașului
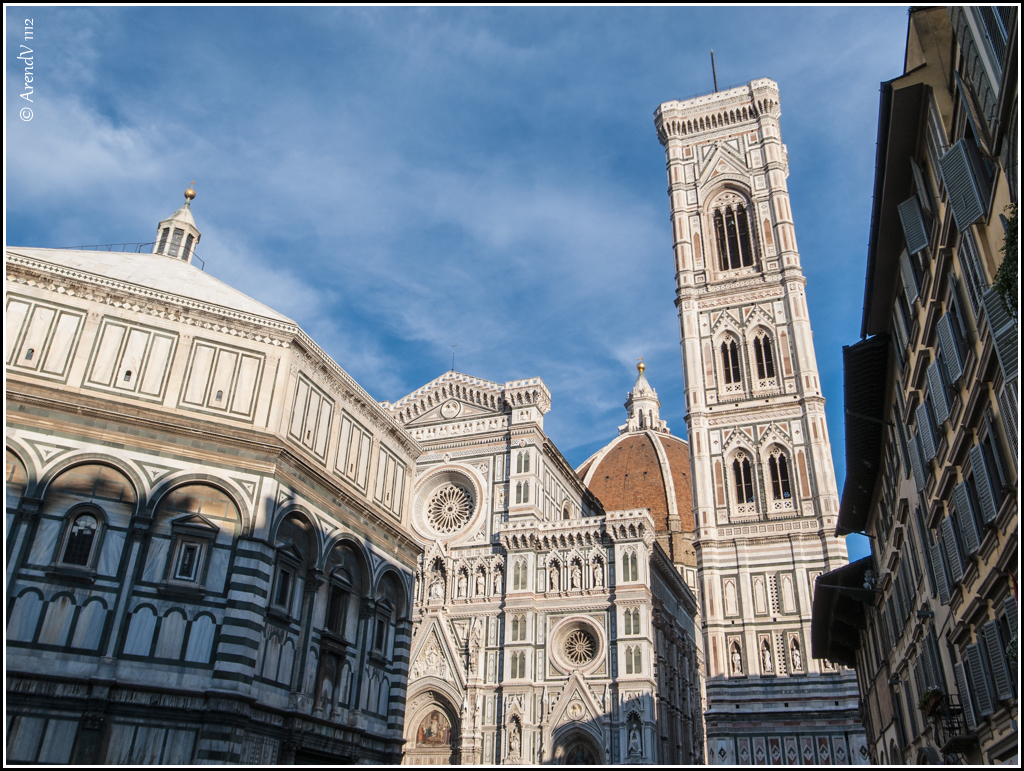
Florența – Baptisteriul, Domul și Campanila⁠(en)[traduceți]
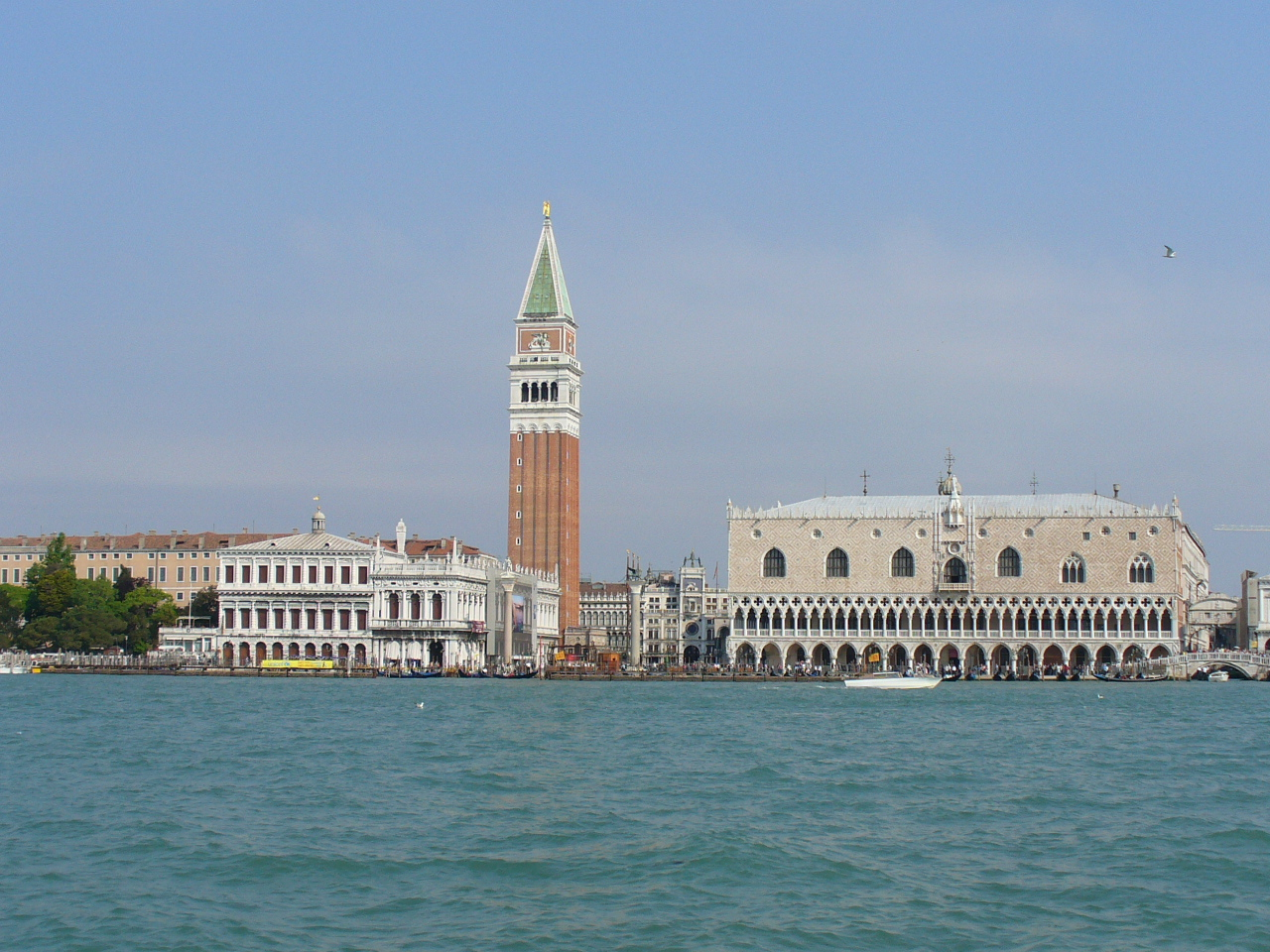
Veneția – Zecca, Biblioteca Marciana, Campanila San Marco și Palatul Dogilor
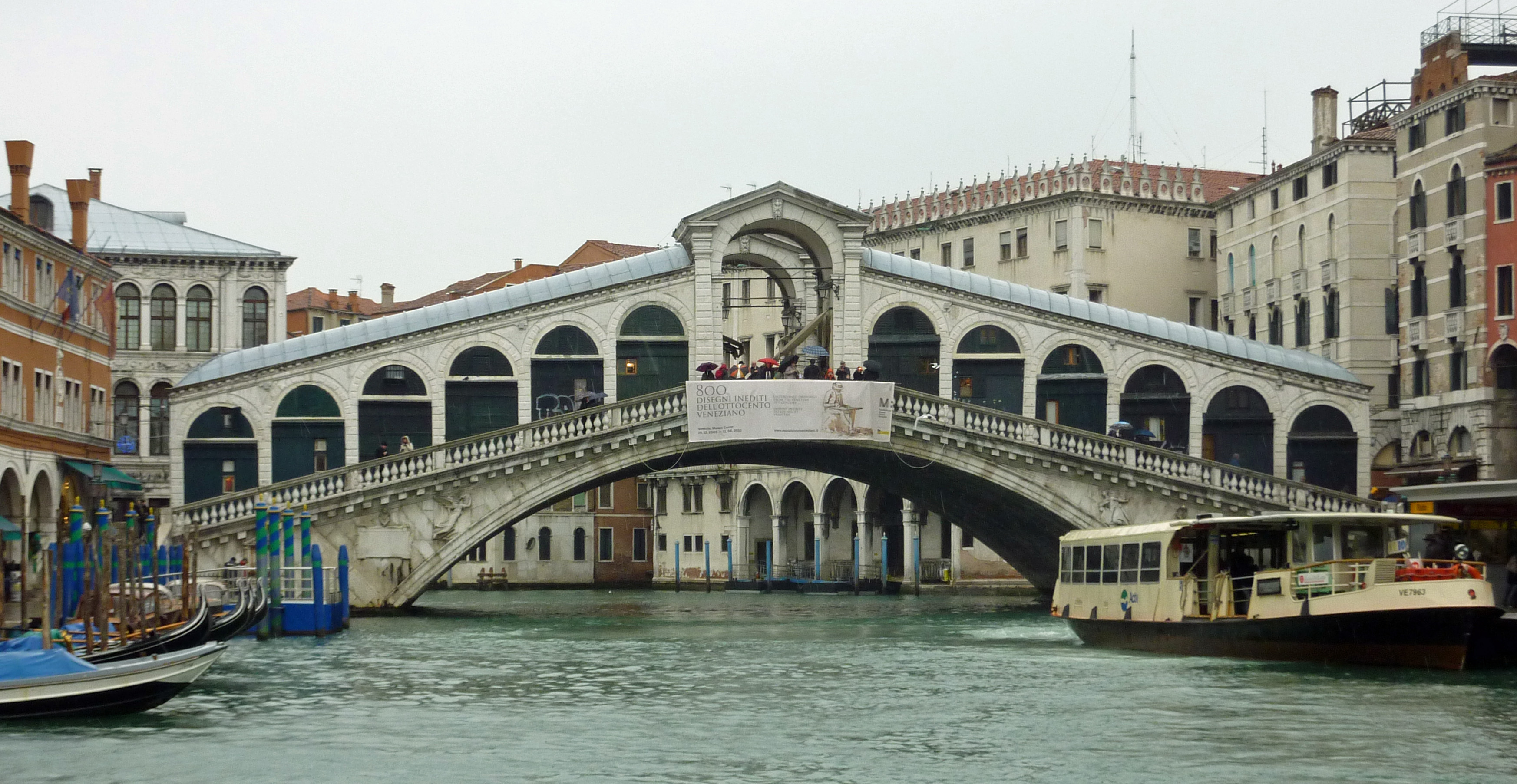
Podul Rialto din Veneția
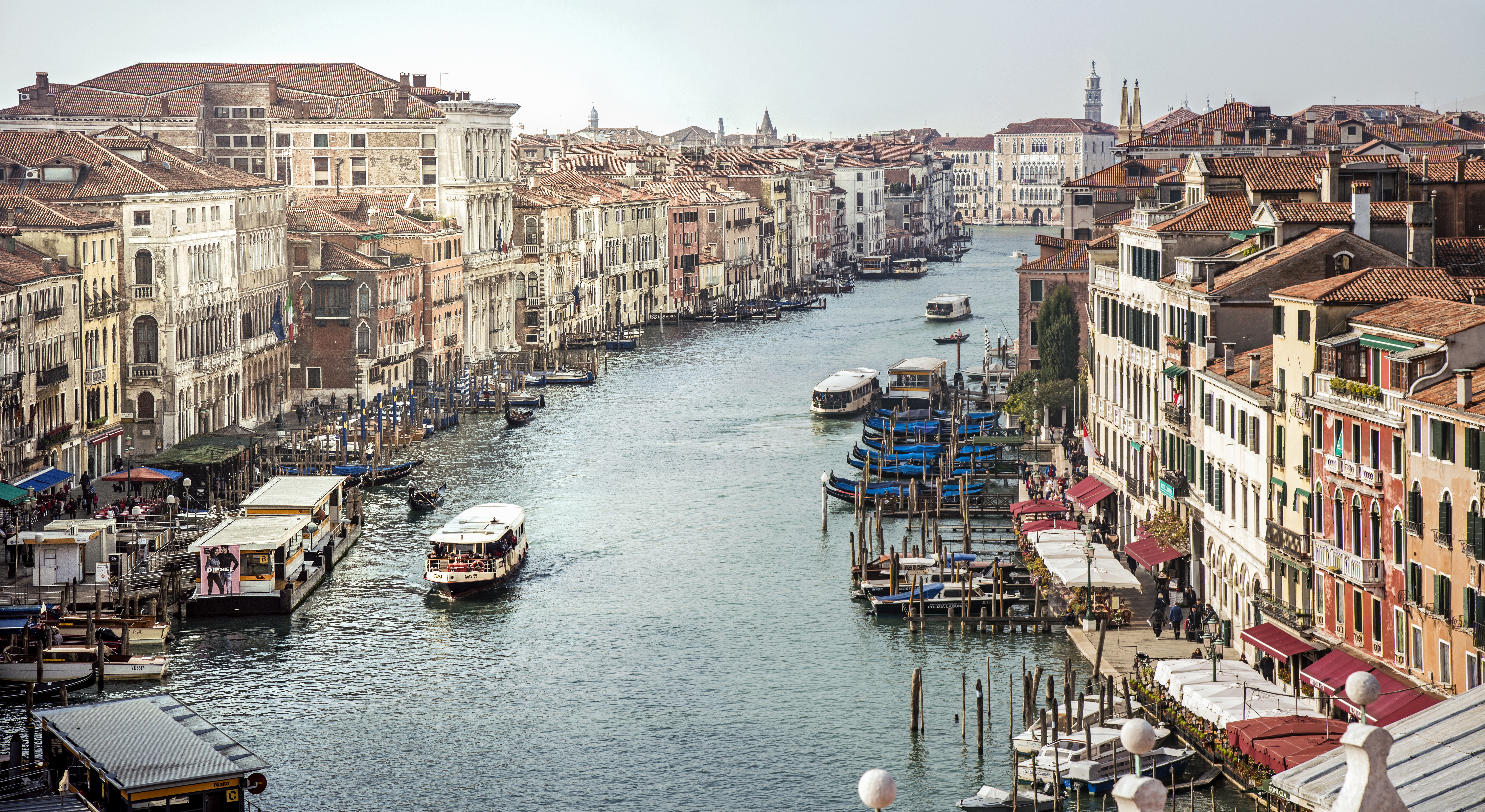
Canal Grande din Veneția
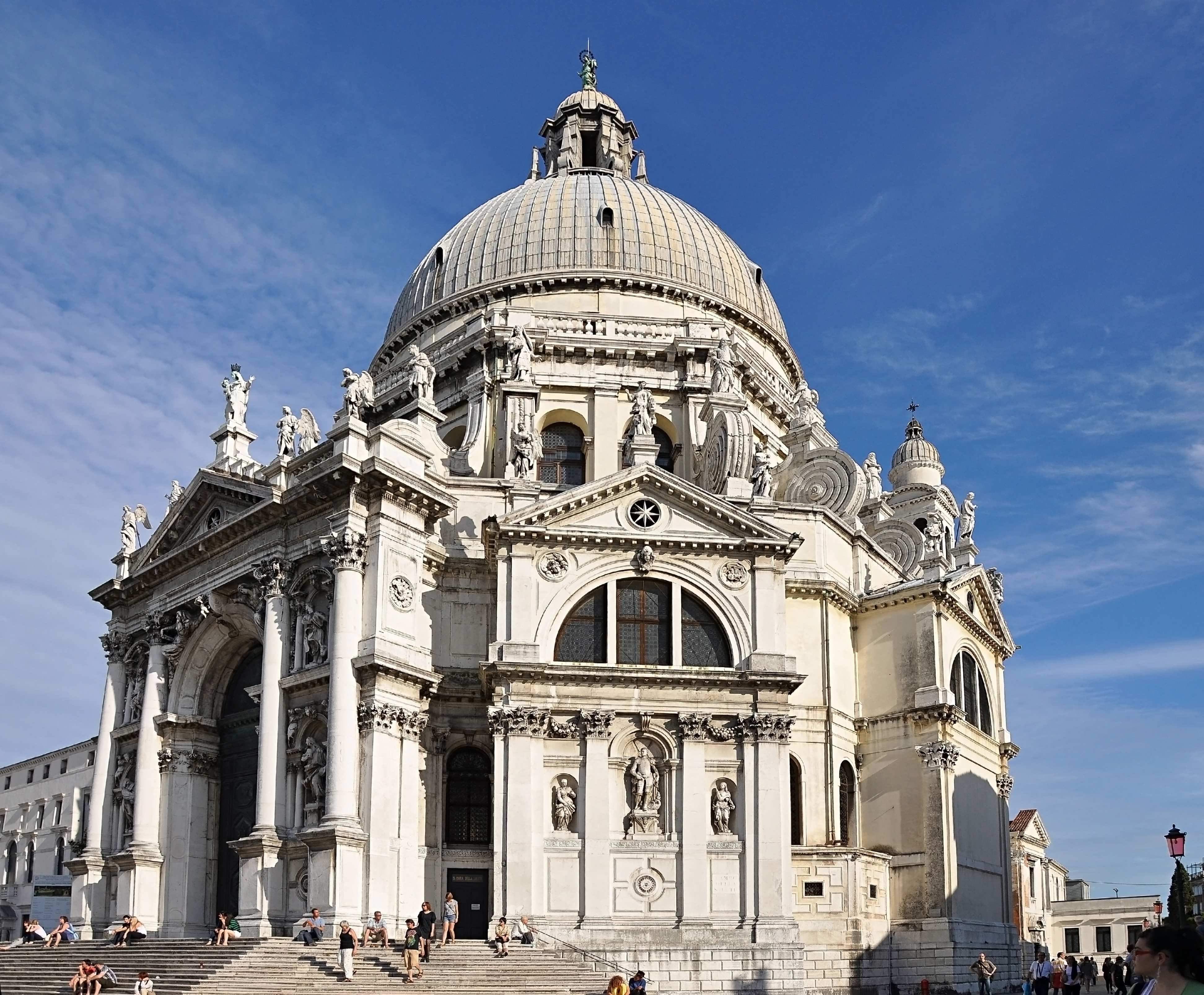
Bazilica Santa Maria della Salute din Veneția
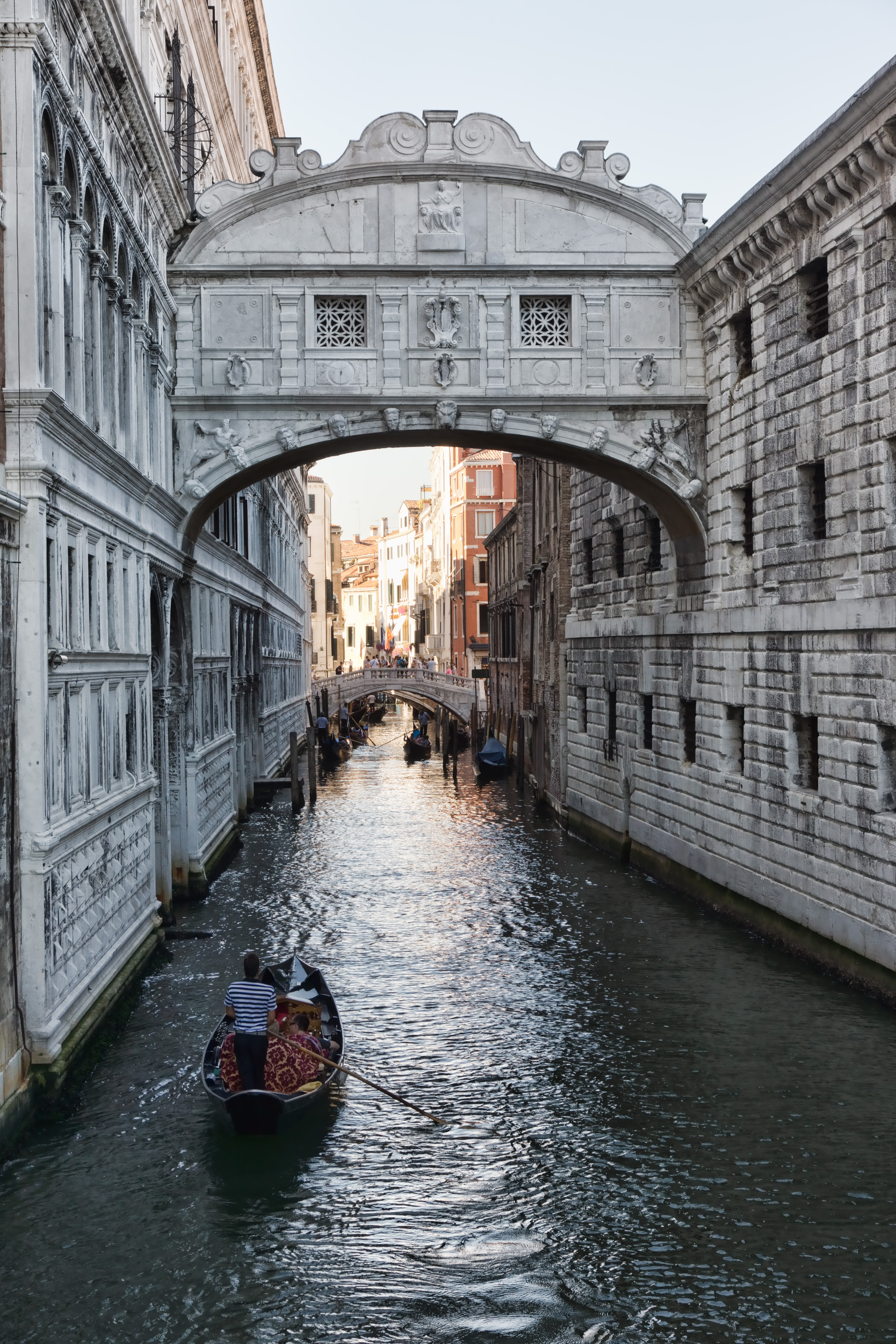
Puntea Suspinelor din Veneția
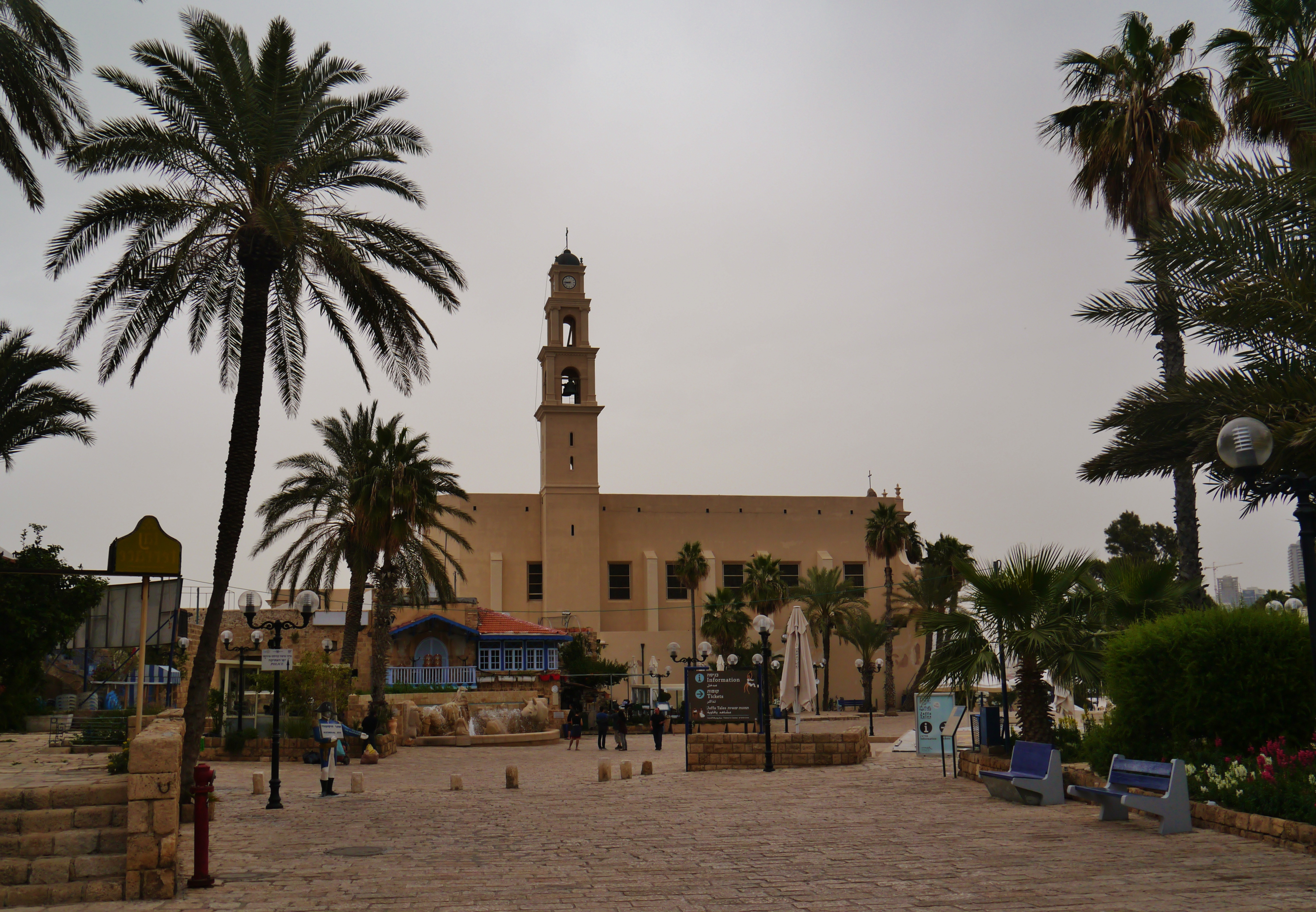
Piața Kdumim a orașului vechi Jaffa⁠(en)[traduceți] îndeplinește în film rolul pieței portului Trieste
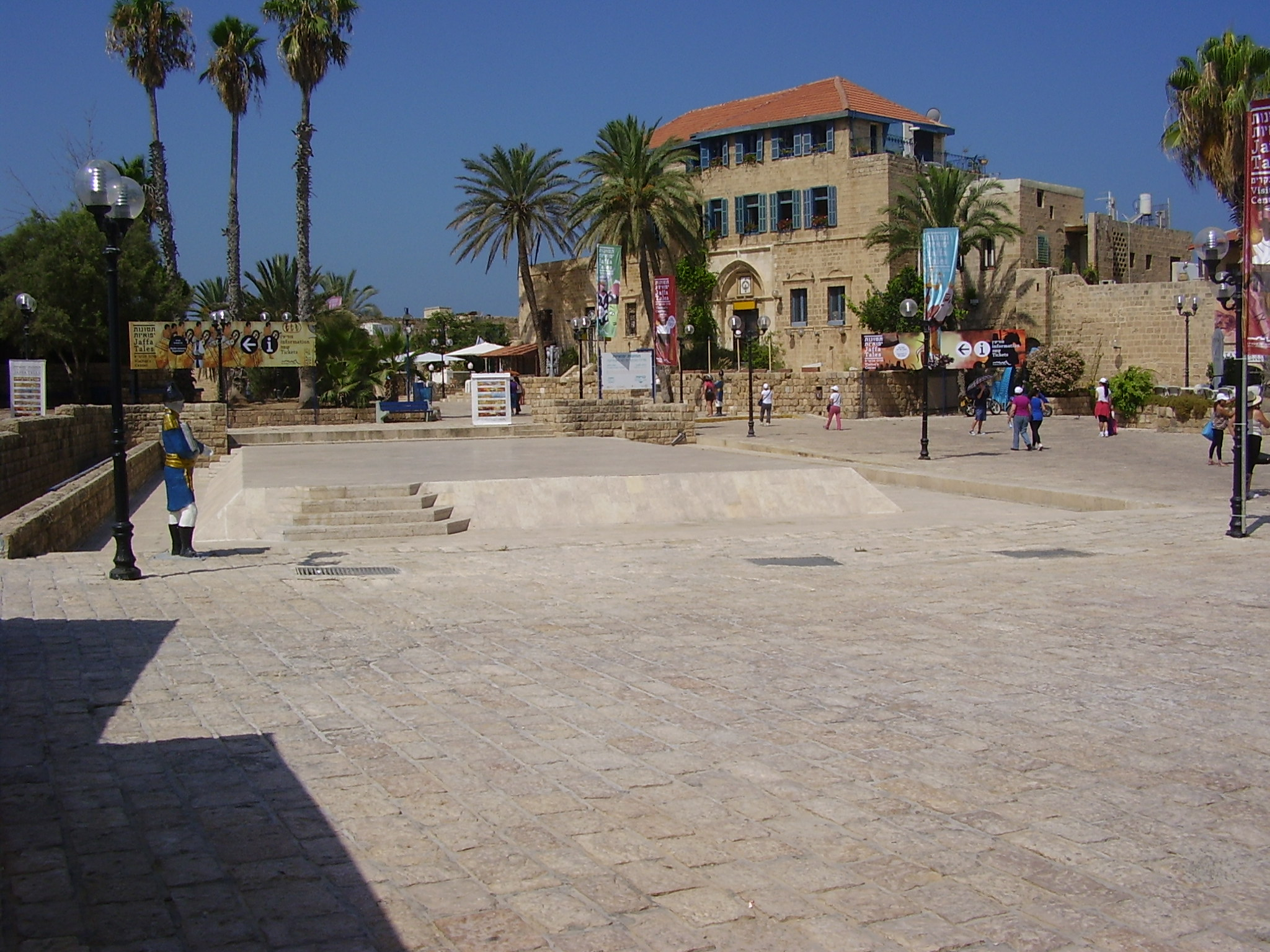
Piața Kdumim a orașului vechi Jaffa⁠(en)[traduceți]
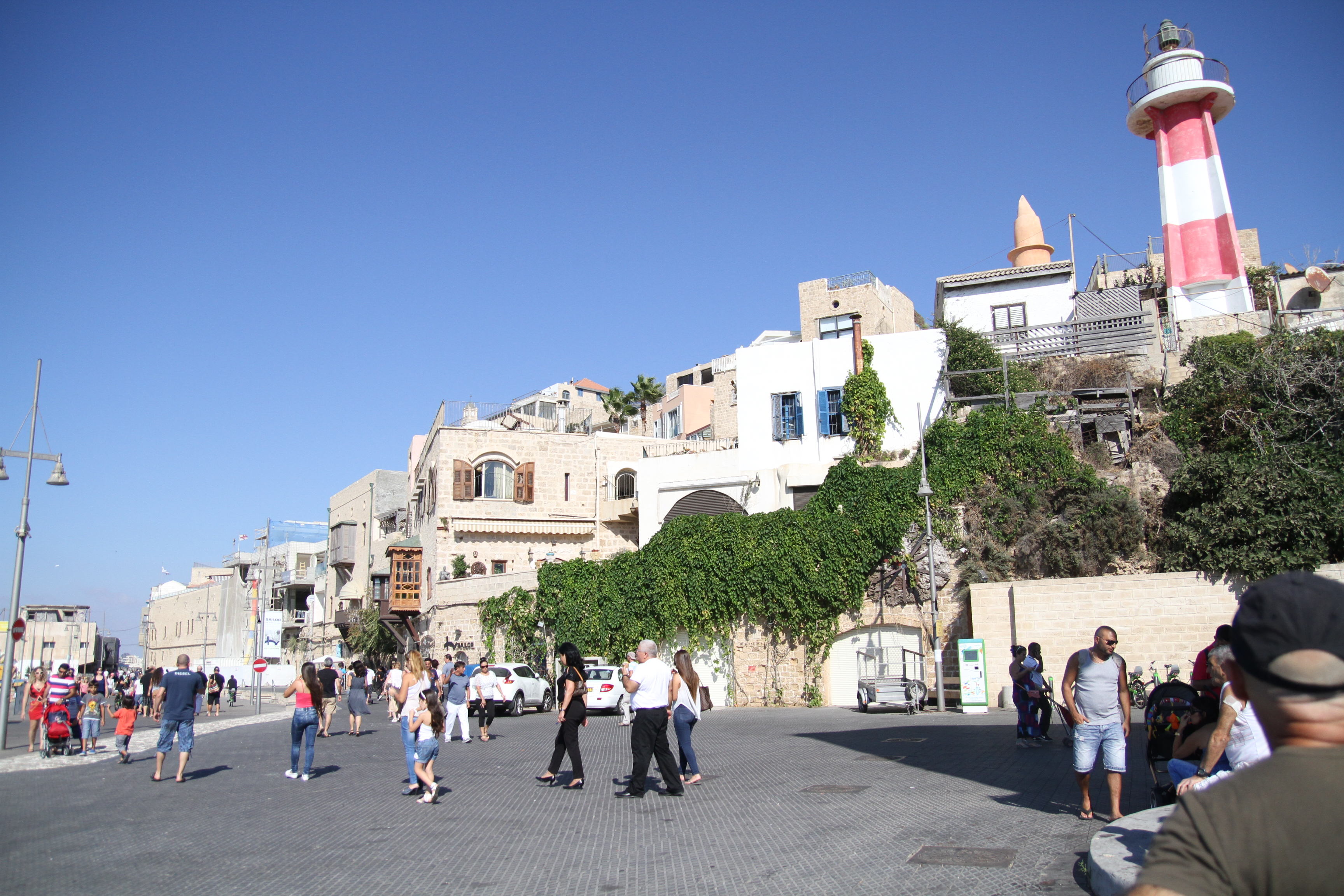
Portul orașului Jaffa
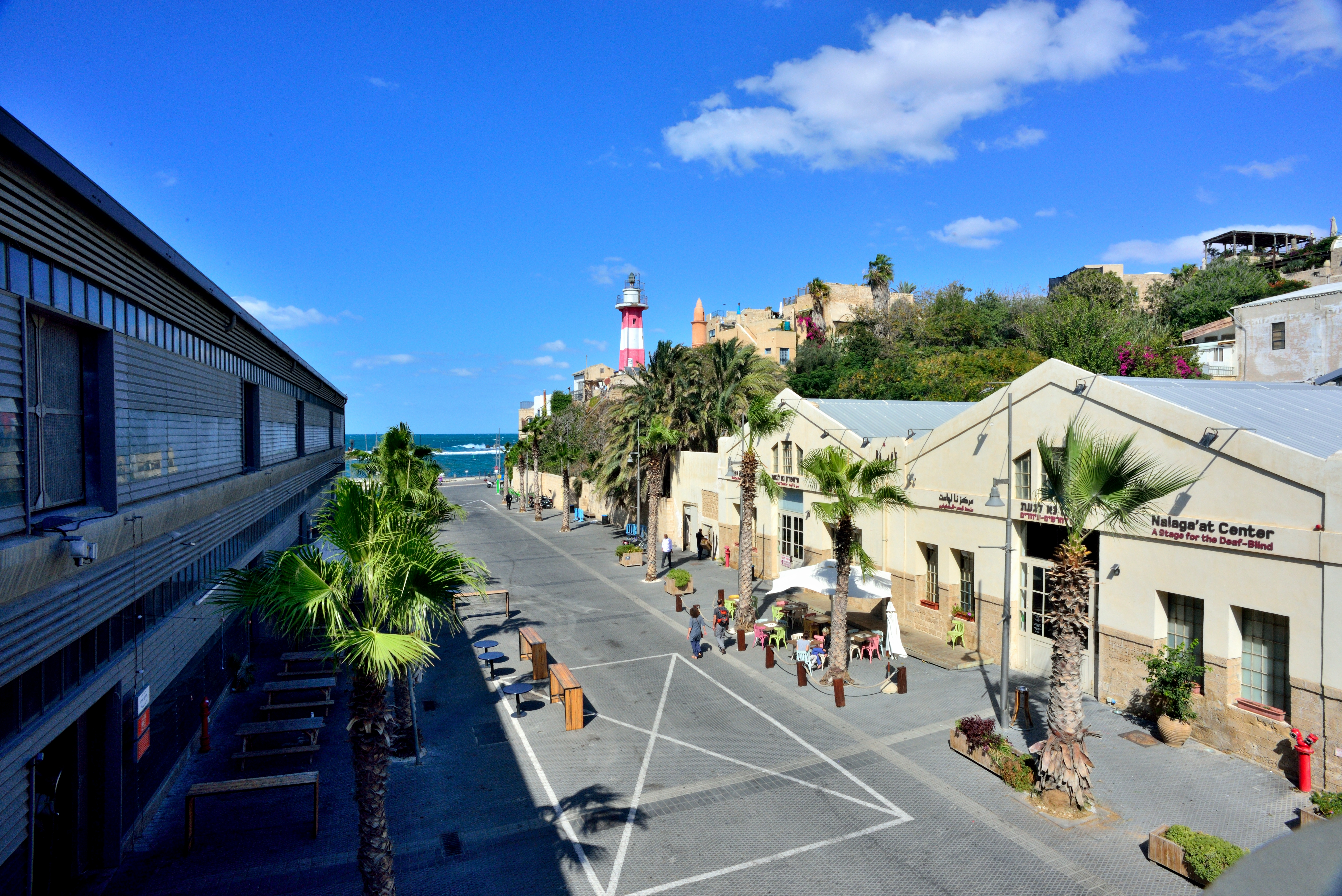
Portul orașului Jaffa
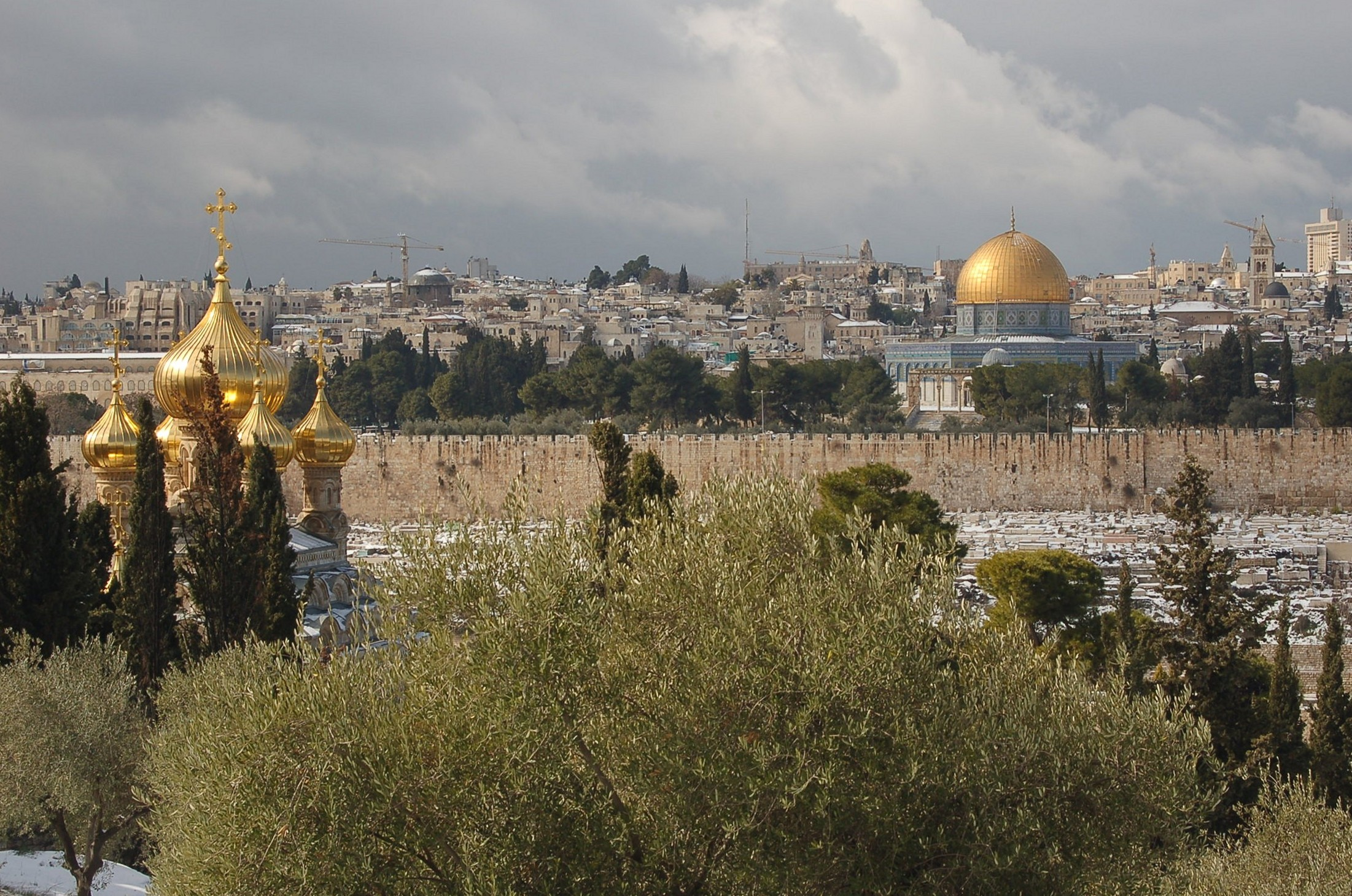
Ierusalim – Biserica Sf. Maria Magdalena⁠(en)[traduceți], Zidul Plângerii, Cupola Stâncii
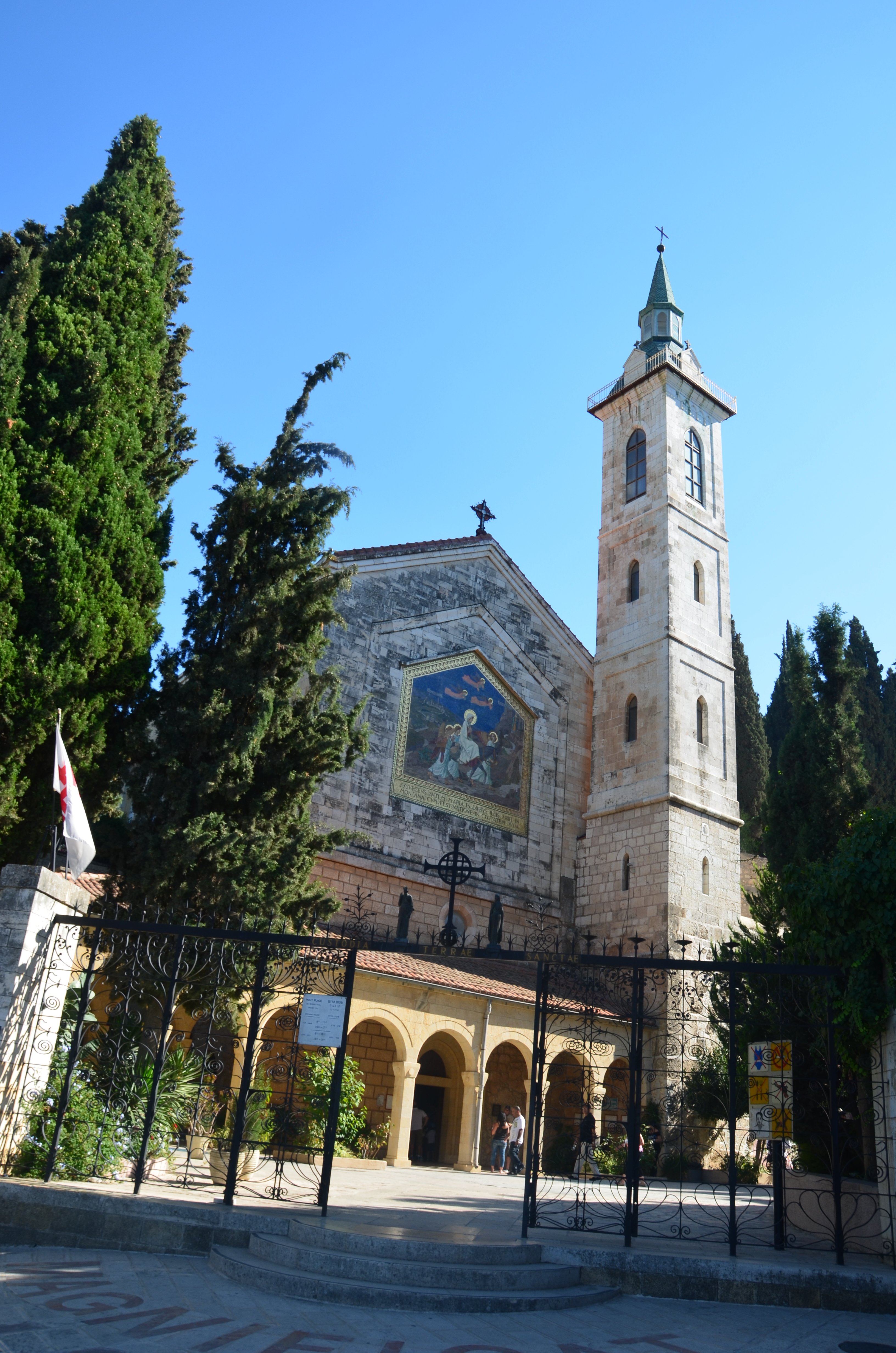
Biserica Vizitei Maicii Domnului⁠(en)[traduceți] din Ein Kerem⁠(en)[traduceți]
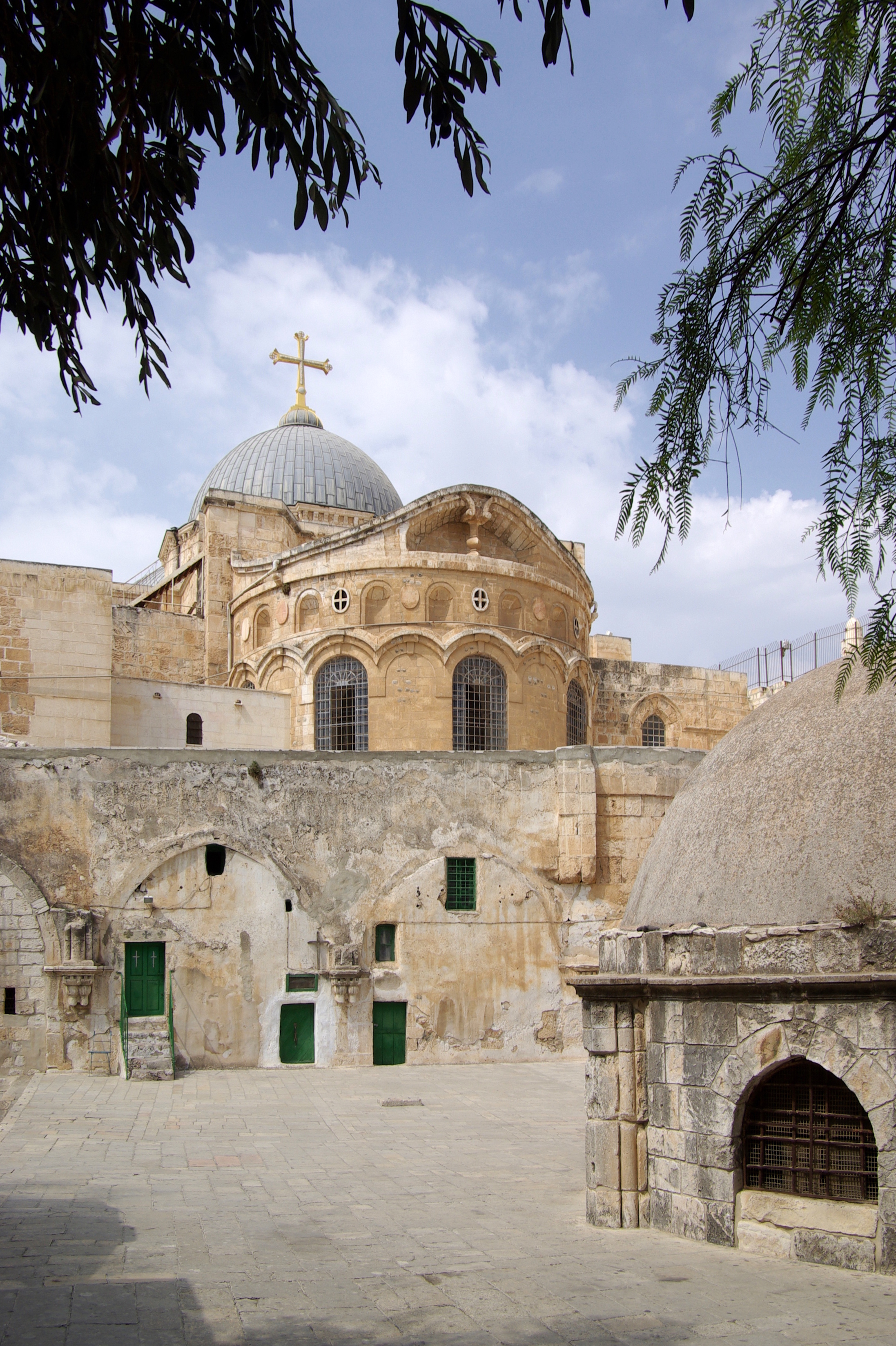
Biserica Sfântului Mormânt din Ierusalim
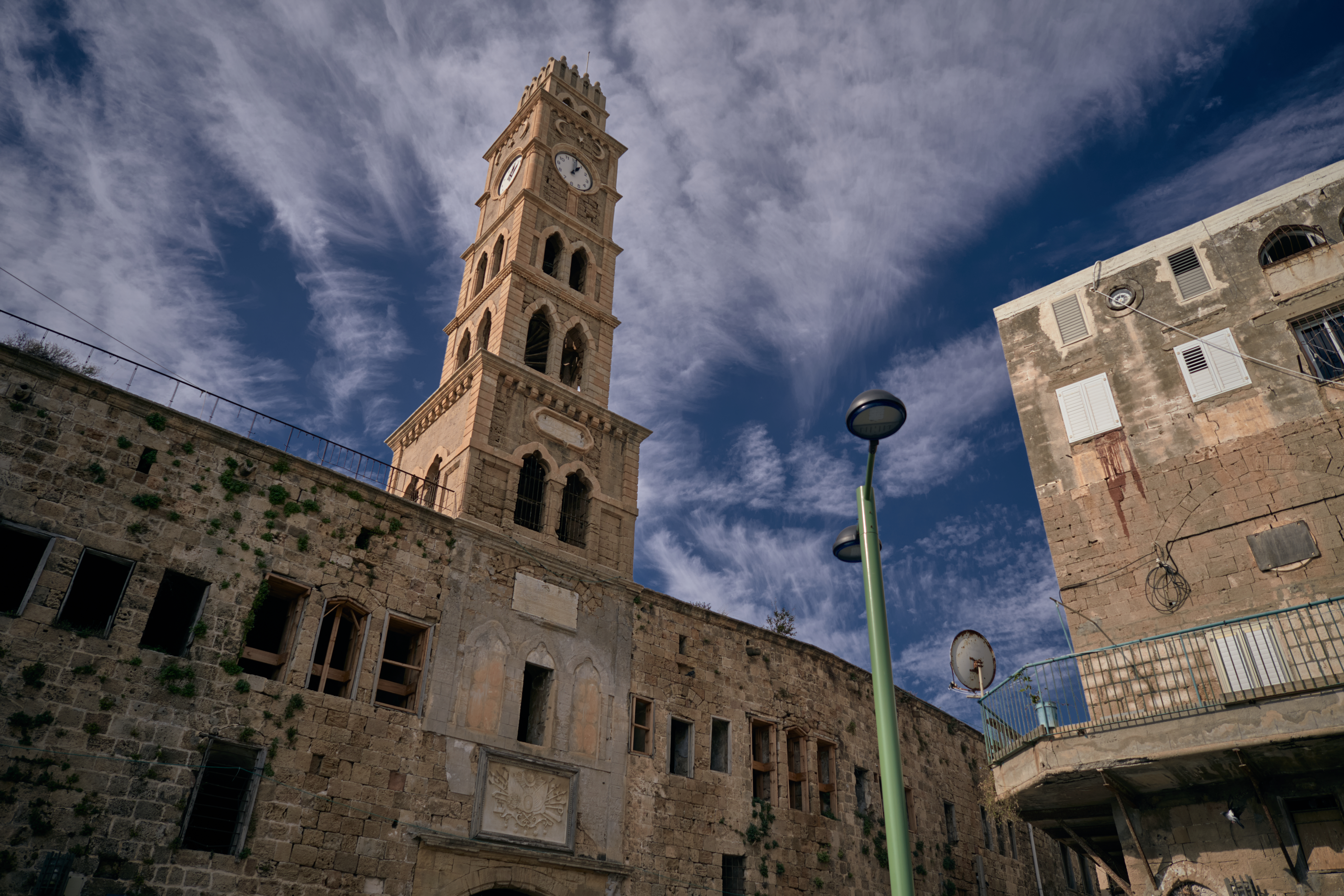
Turnul cu ceas din Piața Veneția a orașului Acra
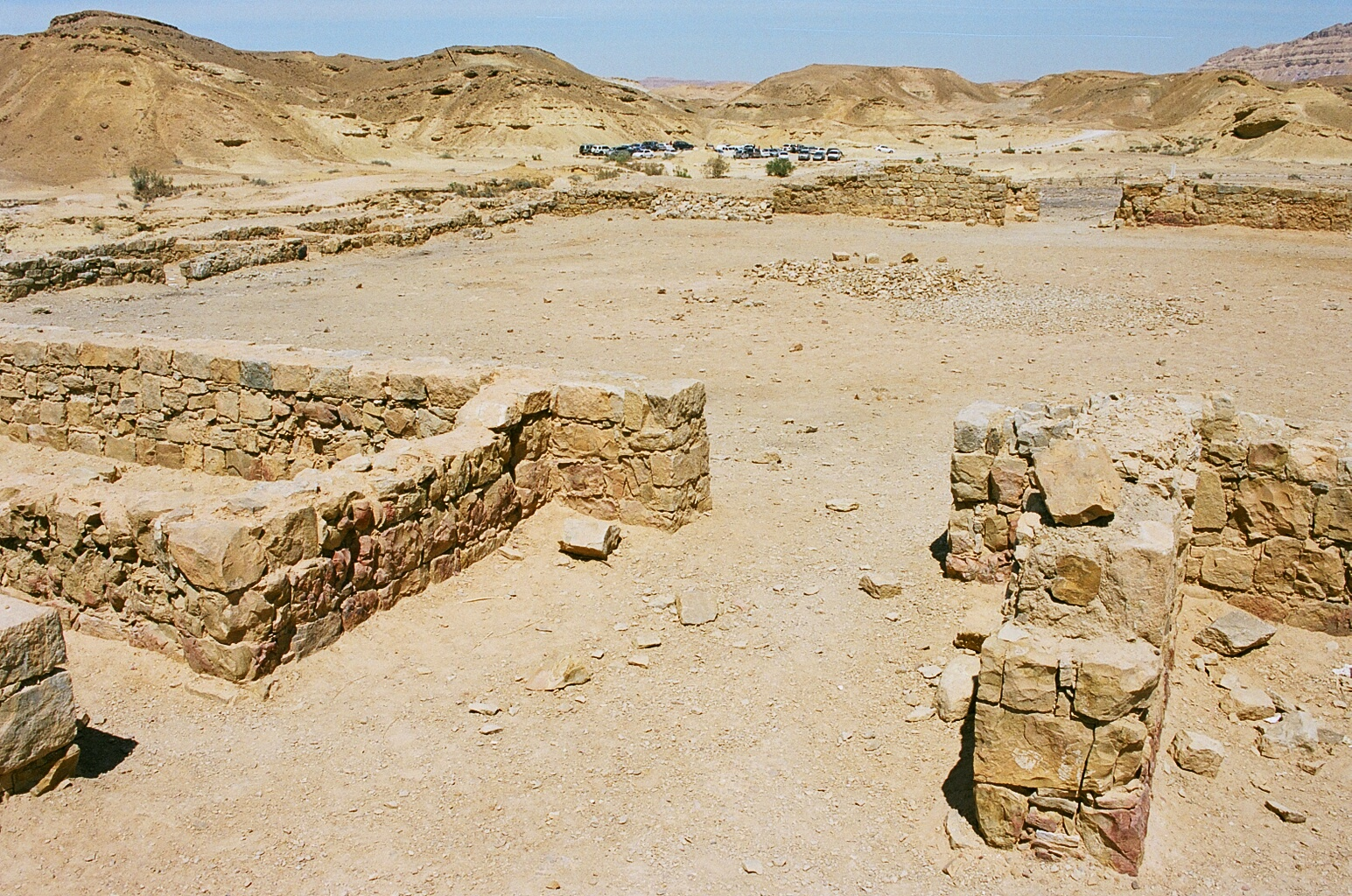
Situl arheologic de la Qumran
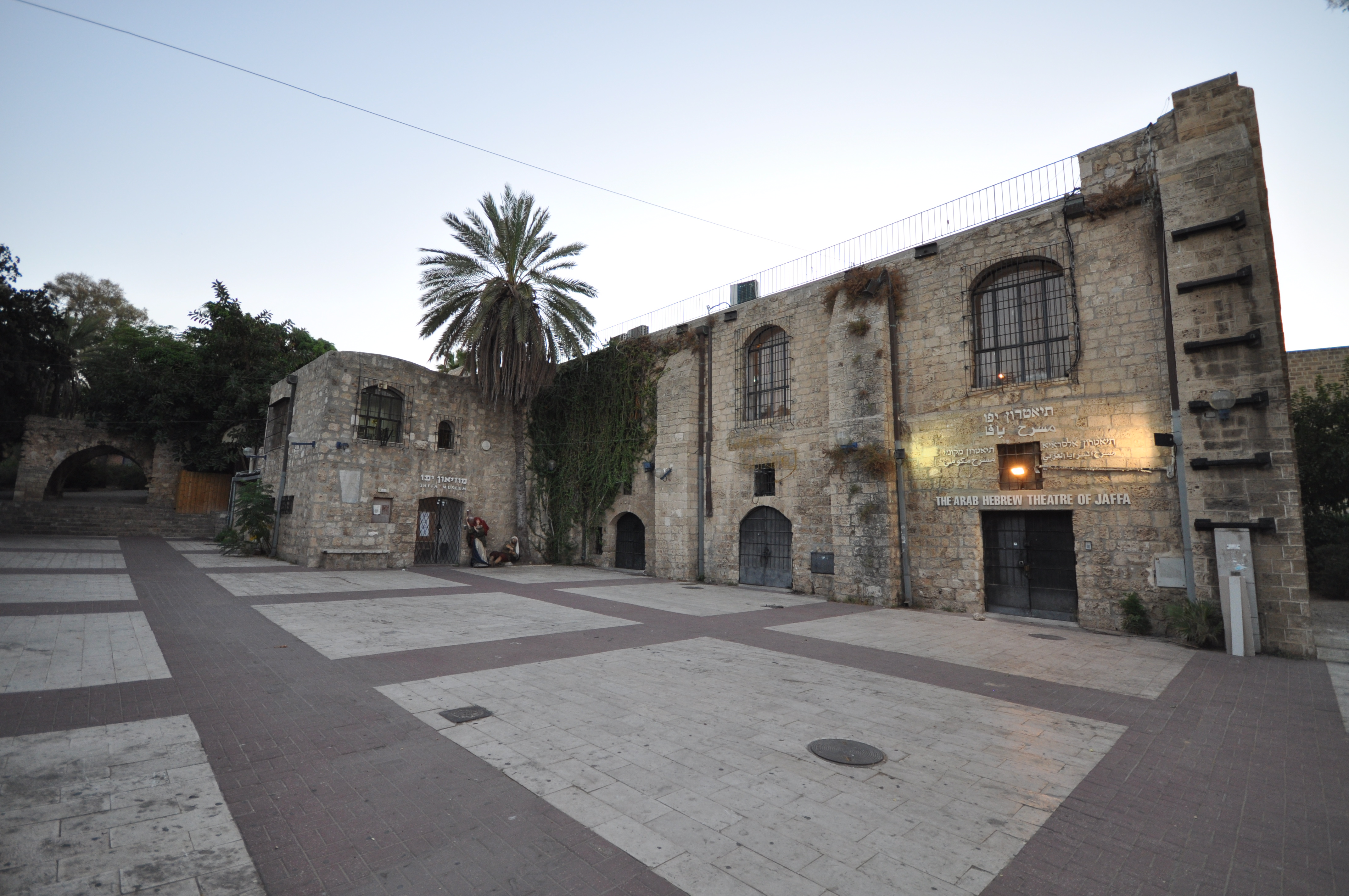
Teatrul Arab-Ebraic din Jaffa – sediul Comisiei Regale a Palestinei (în film)
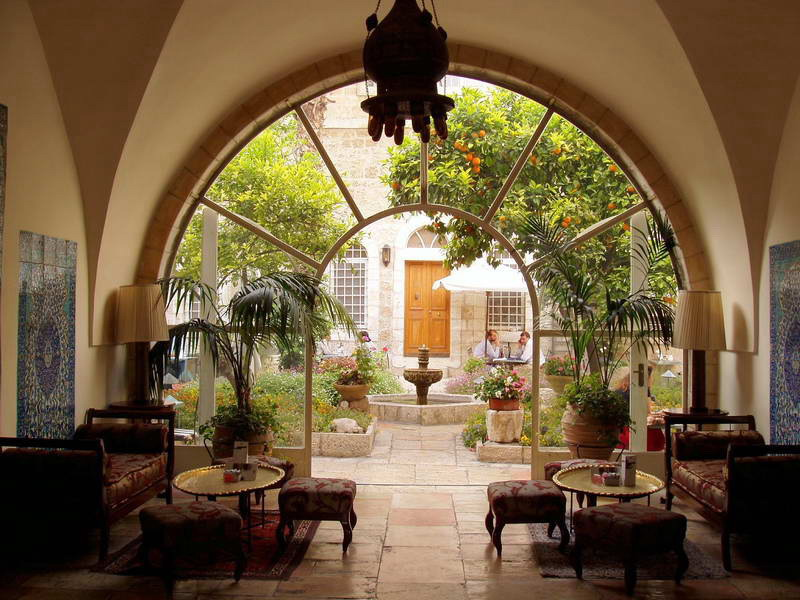
Hotelul Coloniei Americane⁠(en)[traduceți] – spațiu unde are loc intervievarea suspecților
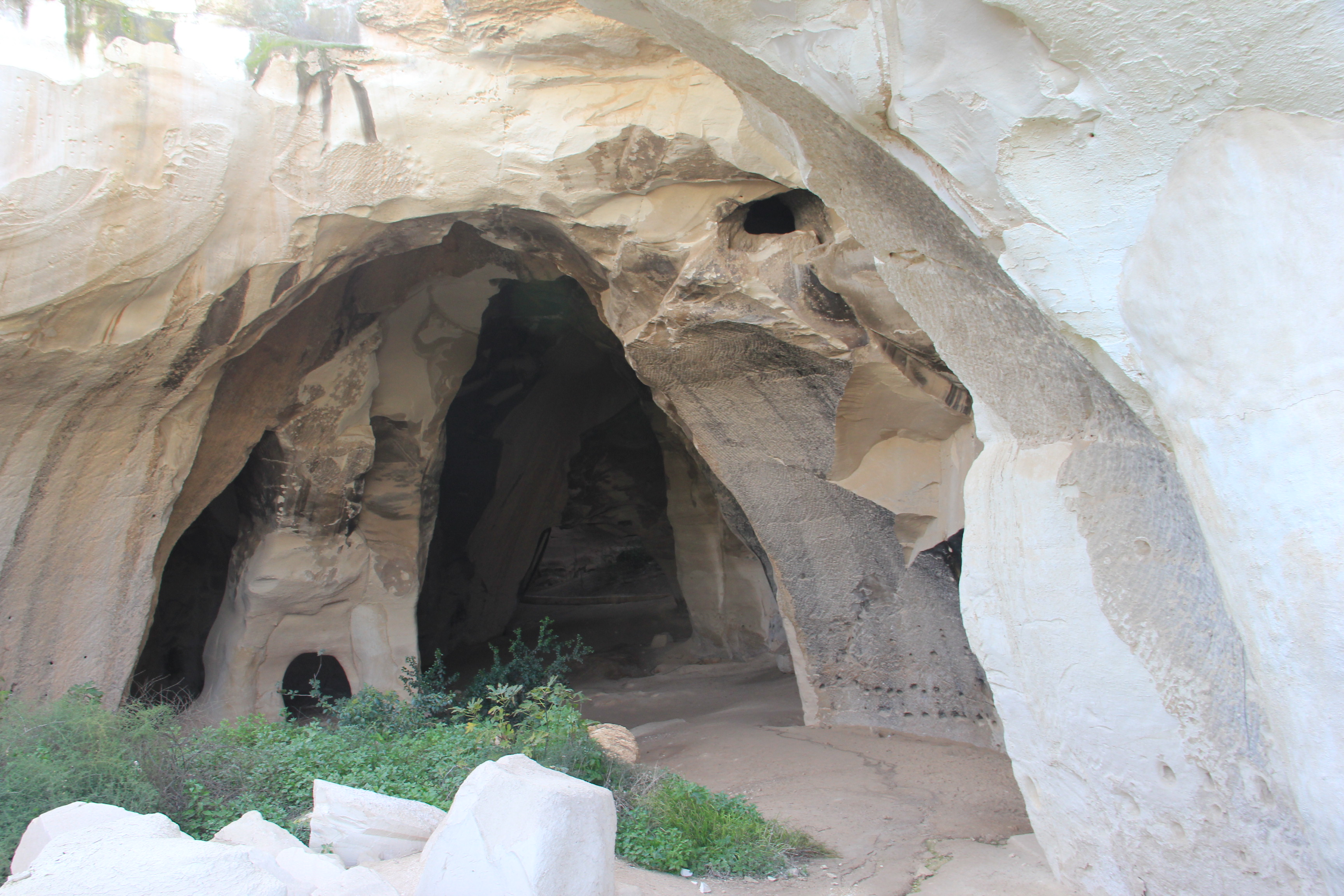
Grotele din Parcul Național Beit Guvrin-Maresha⁠(en)[traduceți]
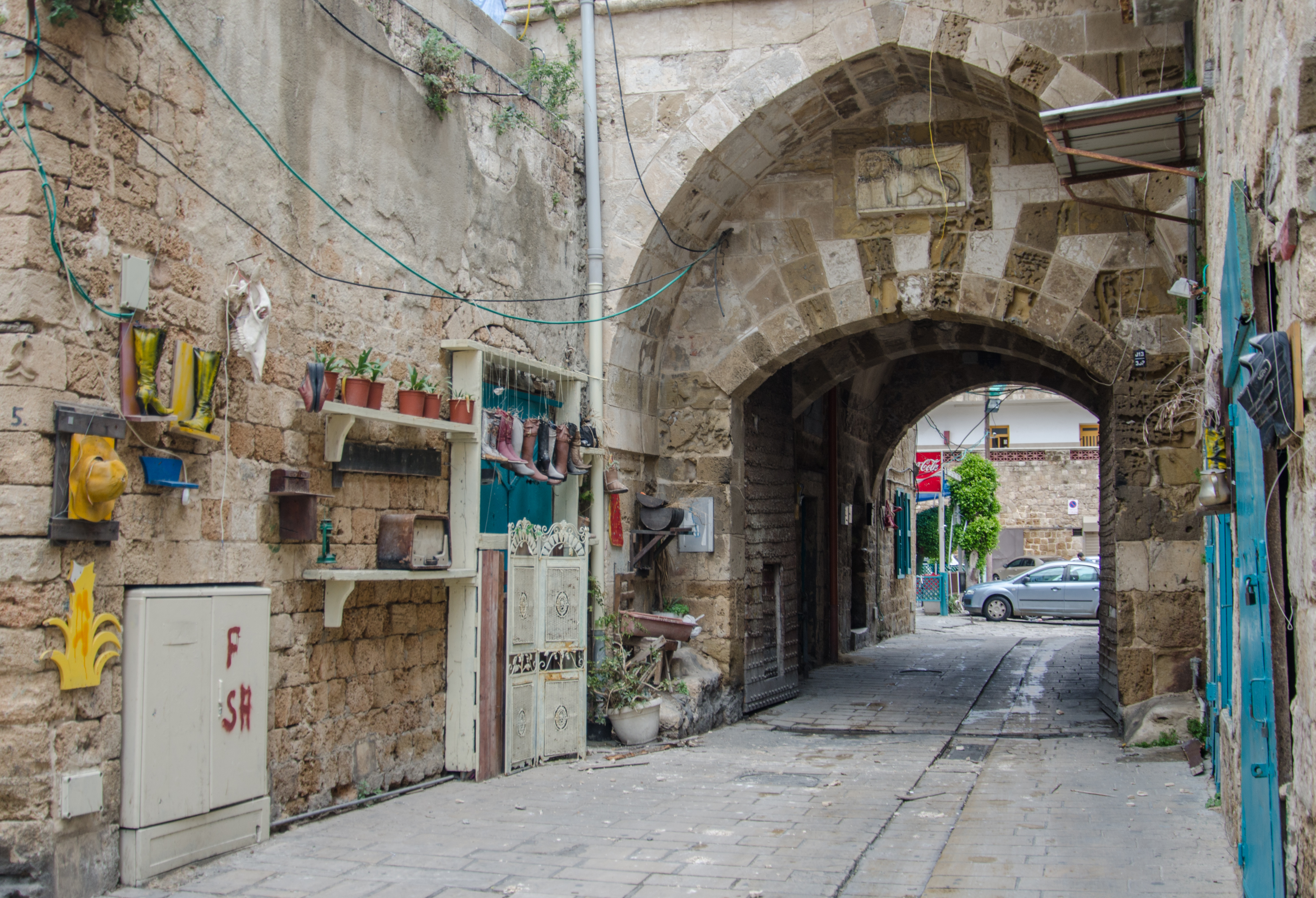
Intrarea în caravanseraiul Khan el-Farangi⁠(pl)[traduceți] din Acra
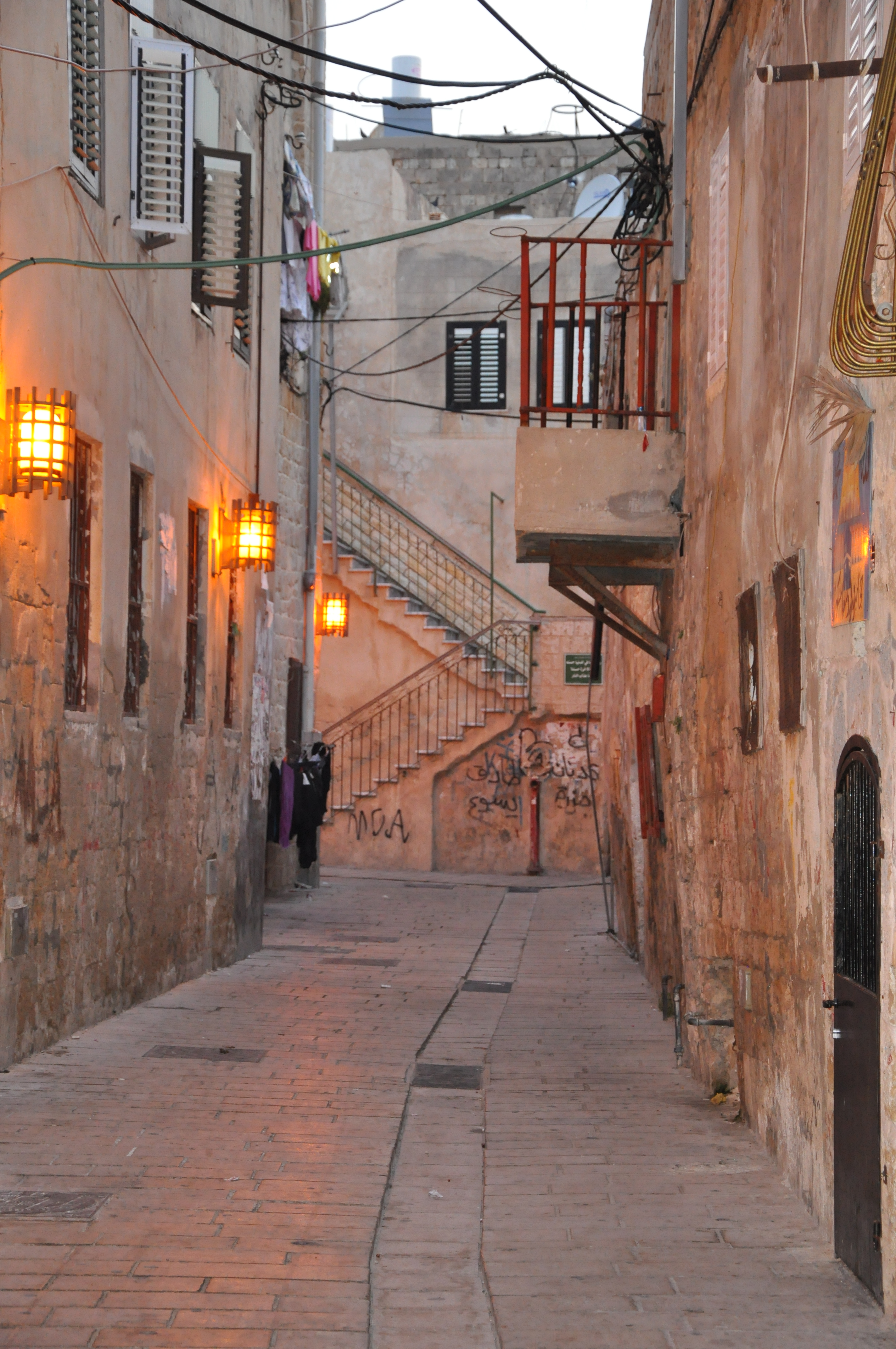
Strada Beit Luzinan din Acra – locul unde a fost împușcat Hassan
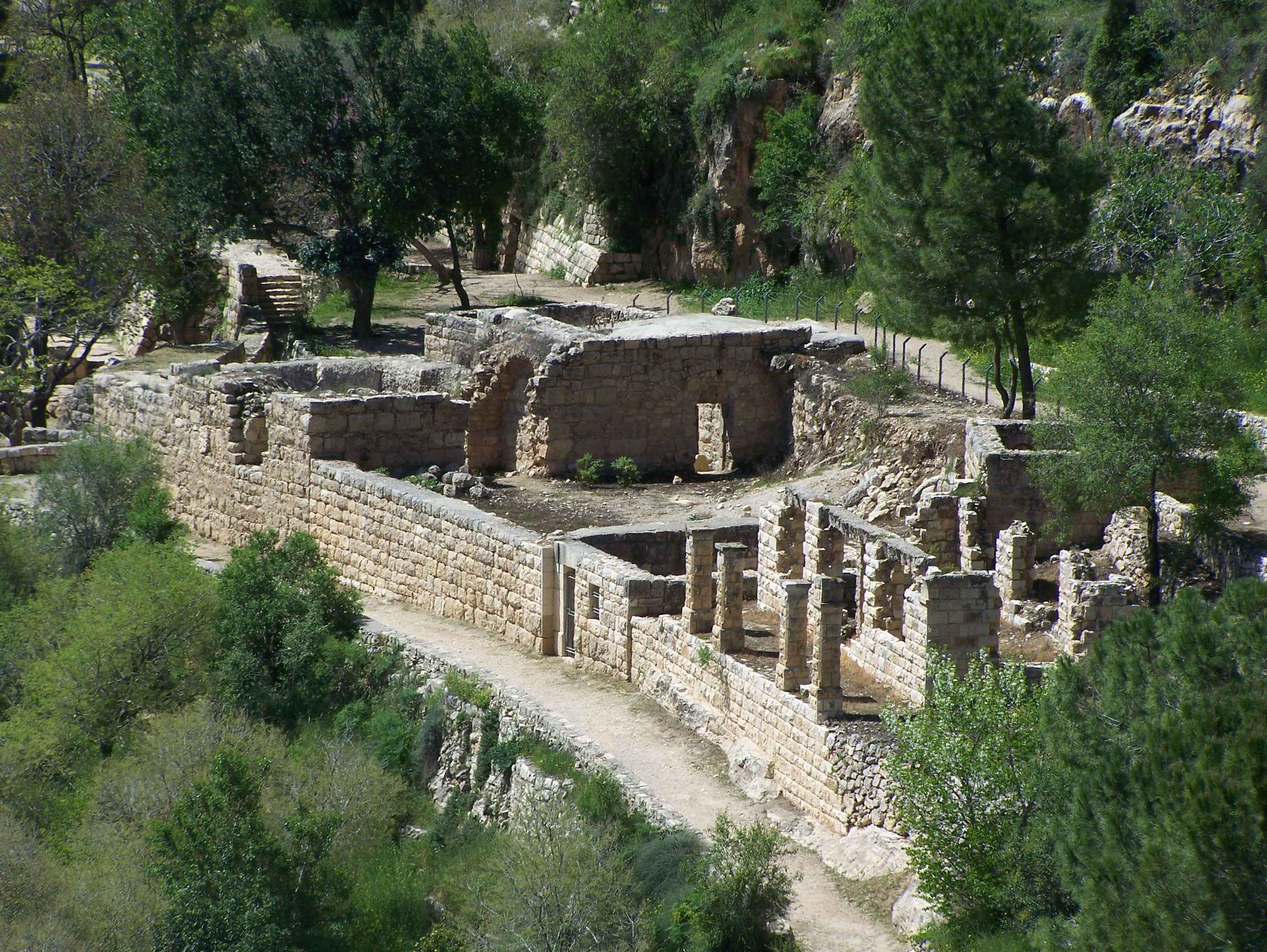
Izvoarele Sataf⁠(en)[traduceți]
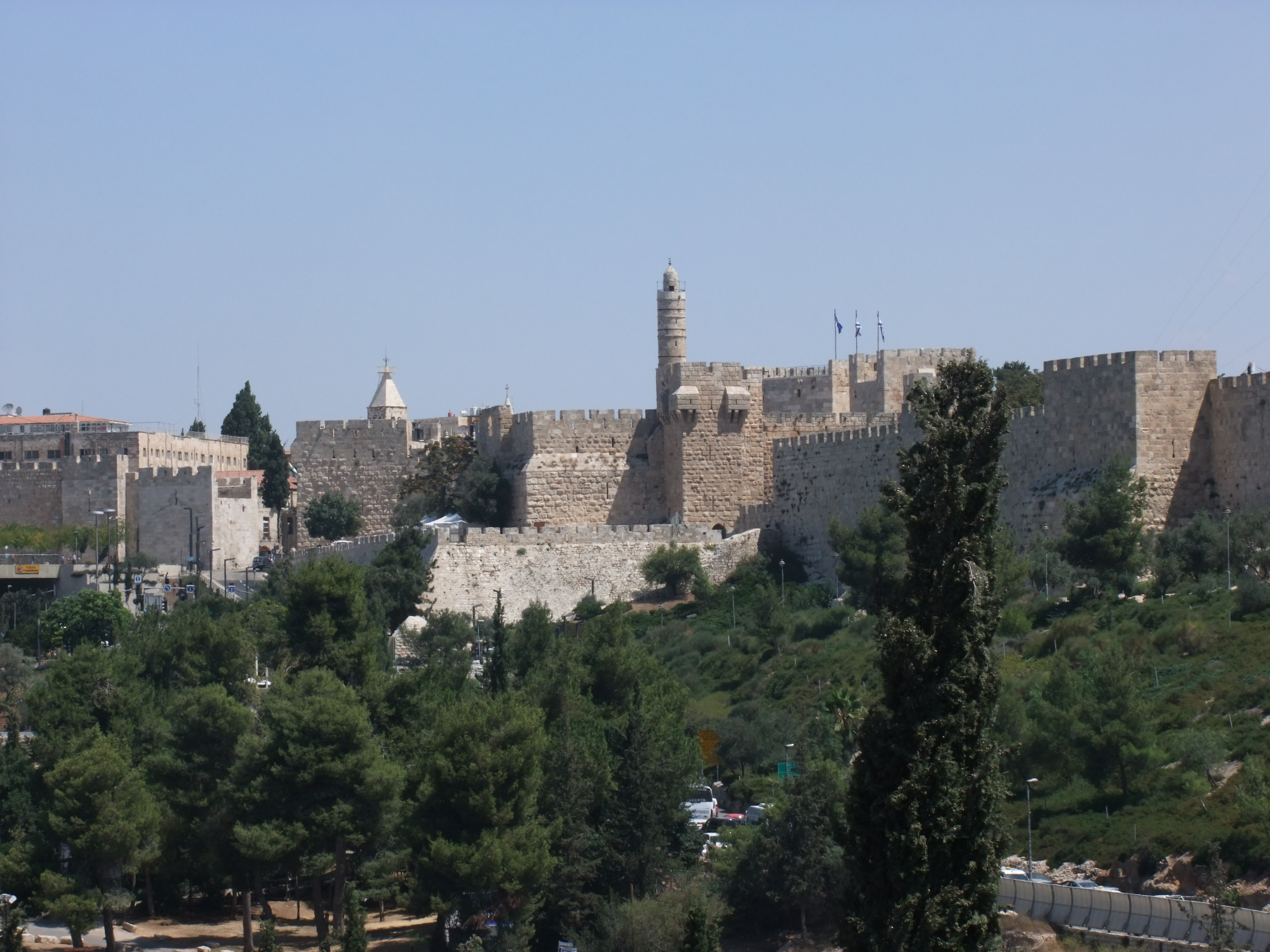
Ierusalimul Vechi